# 1946 год в Польше
В этой статье перечисляются основные события в Польше в 1946 году.
Руководители Польши в 1946 году
- Глава Государственного Национального Совета — Болеслав Берут (1944—1947)
- Председатель Временного правительства национального единства — Эдвард Осубка-Моравский (1945—1947)
- Генеральный секретарь Польской рабочей партии — Владислав Гомулка (1943—1948)
- Президент в изгнании — Владислав Рачкевич (1939—1947)
- Премьер-министр в изгнании — Томаш Арчишевский (1944—1947)

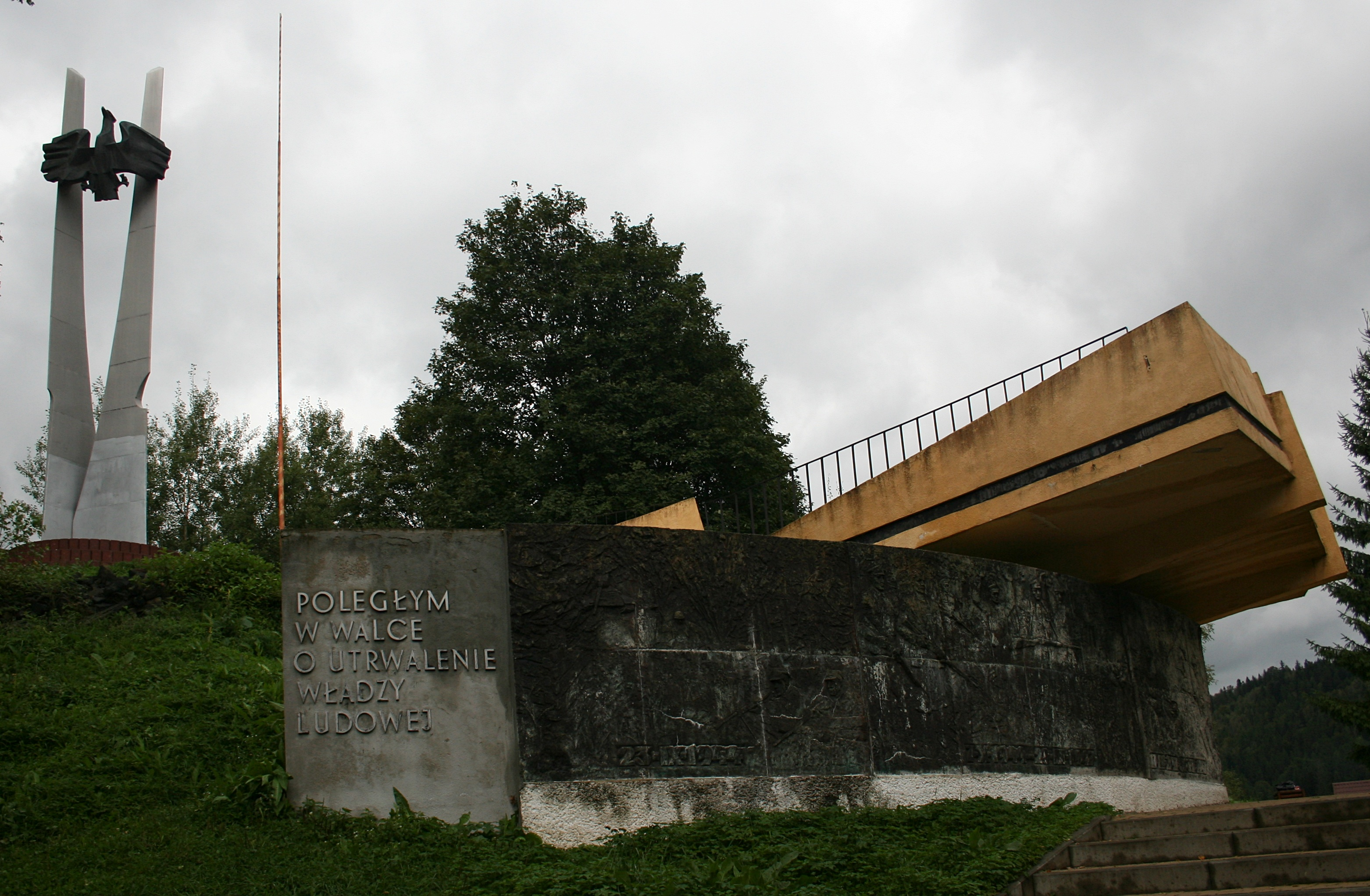
Памятник жертвам атаки УПА на Цисну.

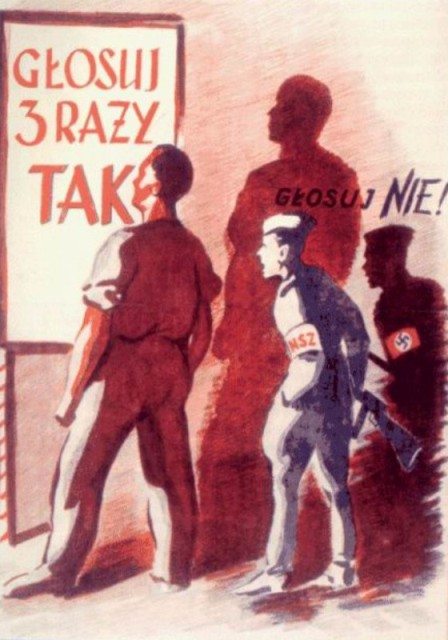
Плакат к народному референдуму.

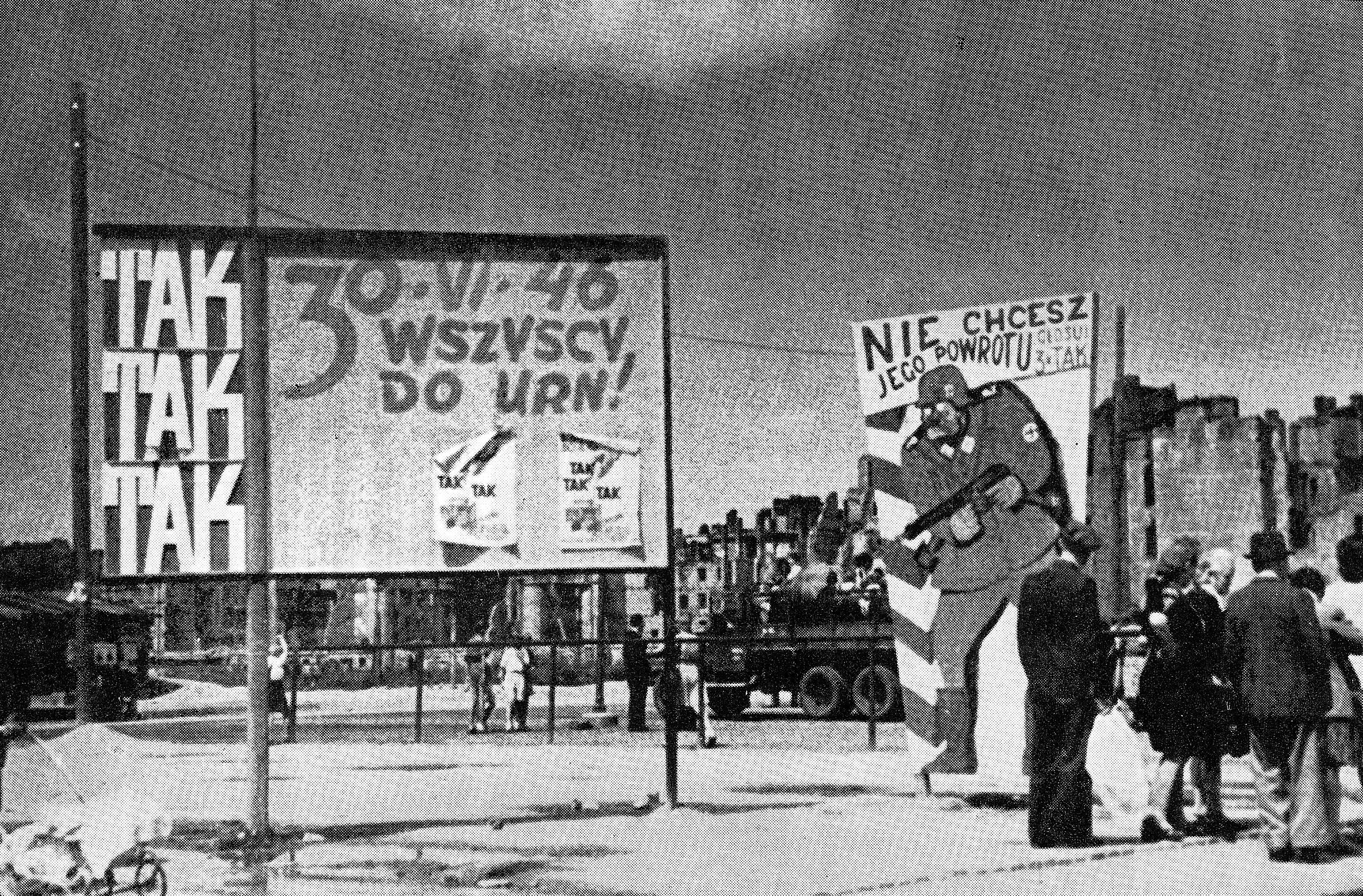
Агитация к народному референдуму в Варшаве.

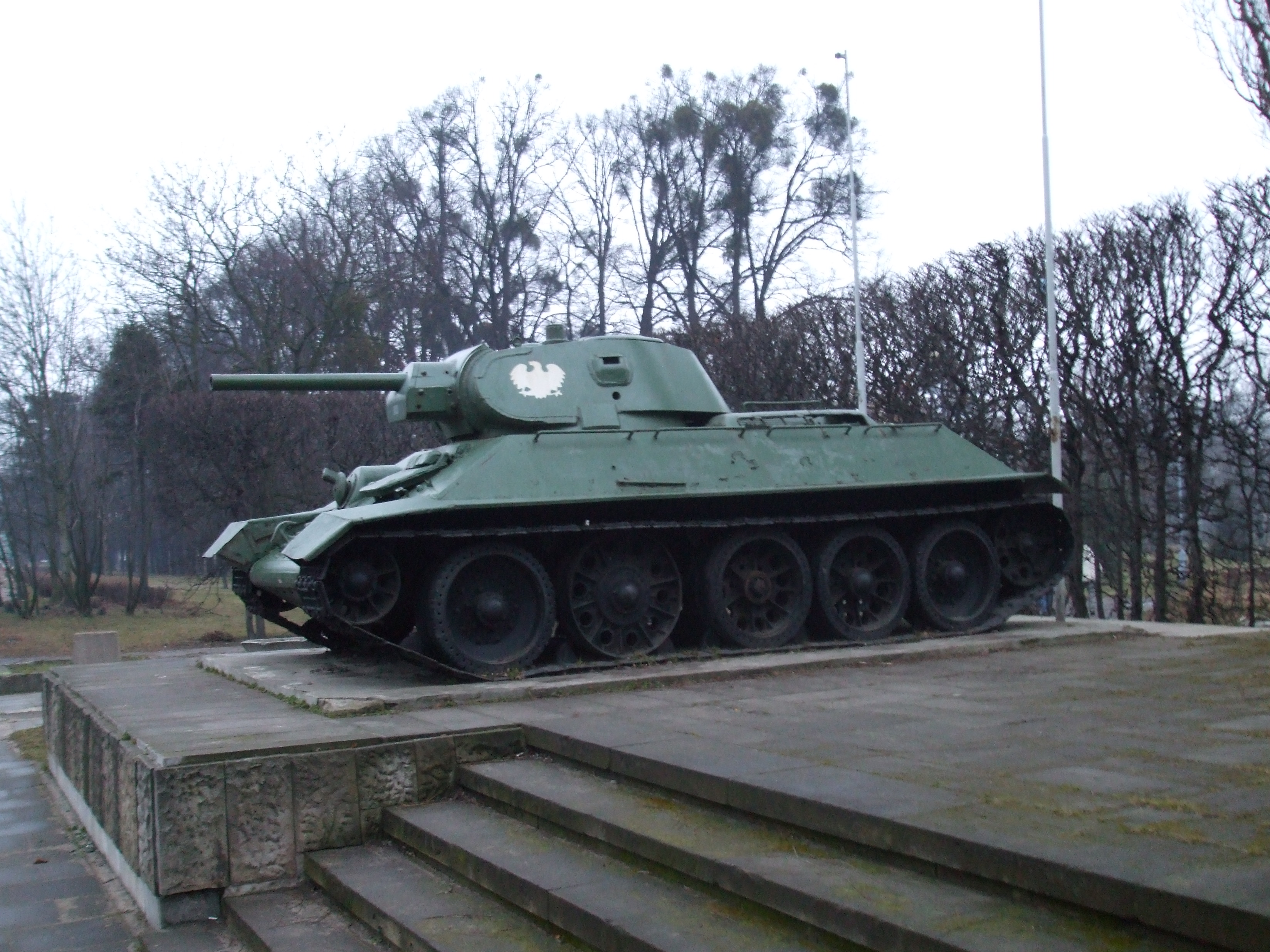
Танк-памятник в Гданьске.

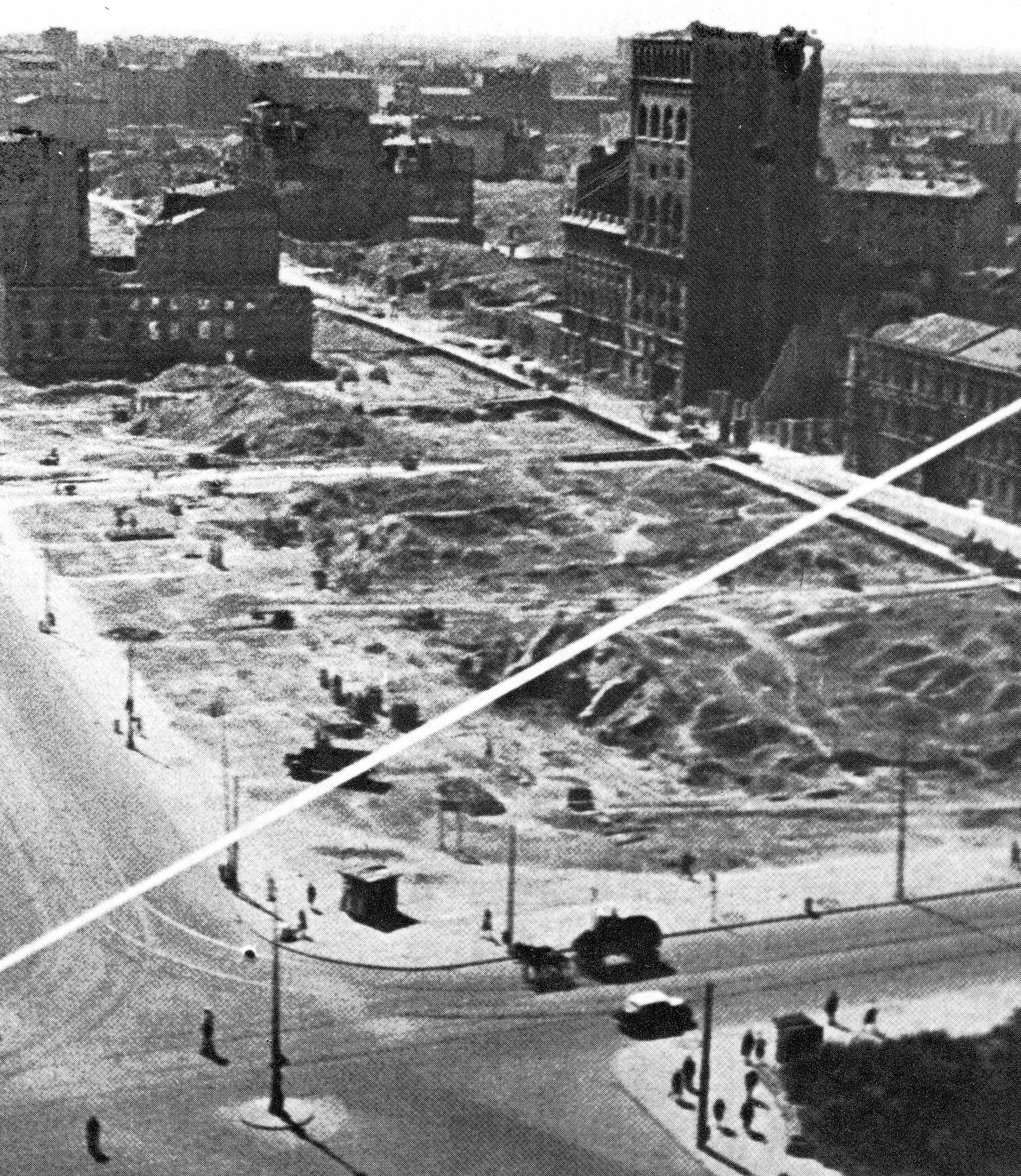
Варшава. Перекрёсток улиц Маршалковской и Крулёвской. 1946.

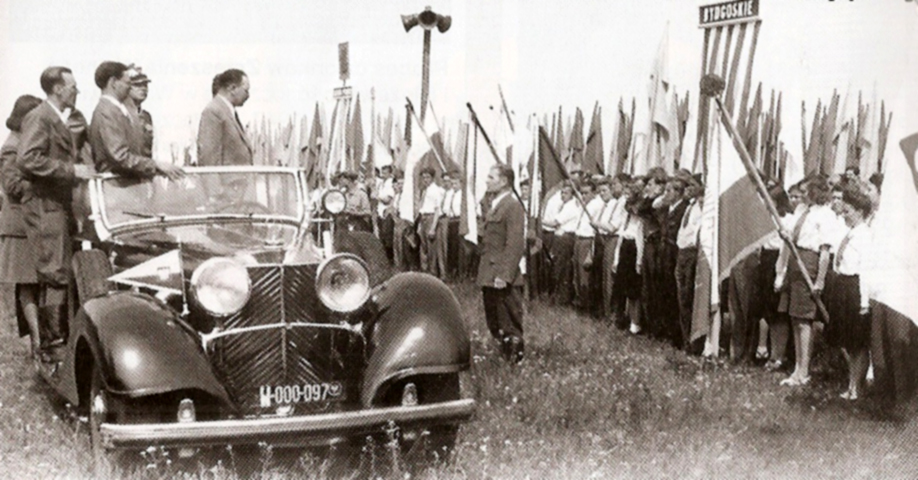
Берут выступает на слёте Союза борьбы молодых. Август 1946.

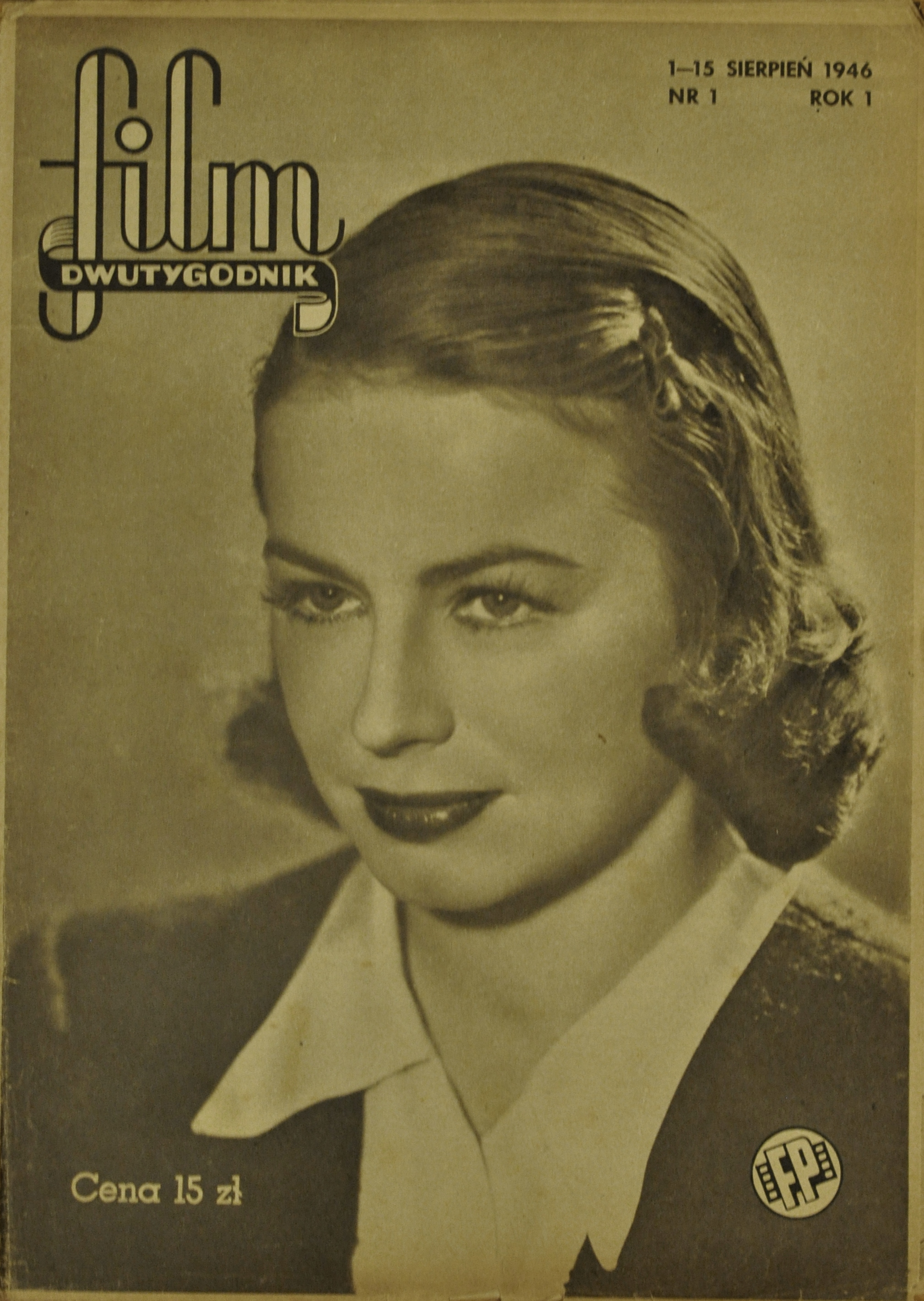
Обложка первого номера журнала «Film». Август 1946.

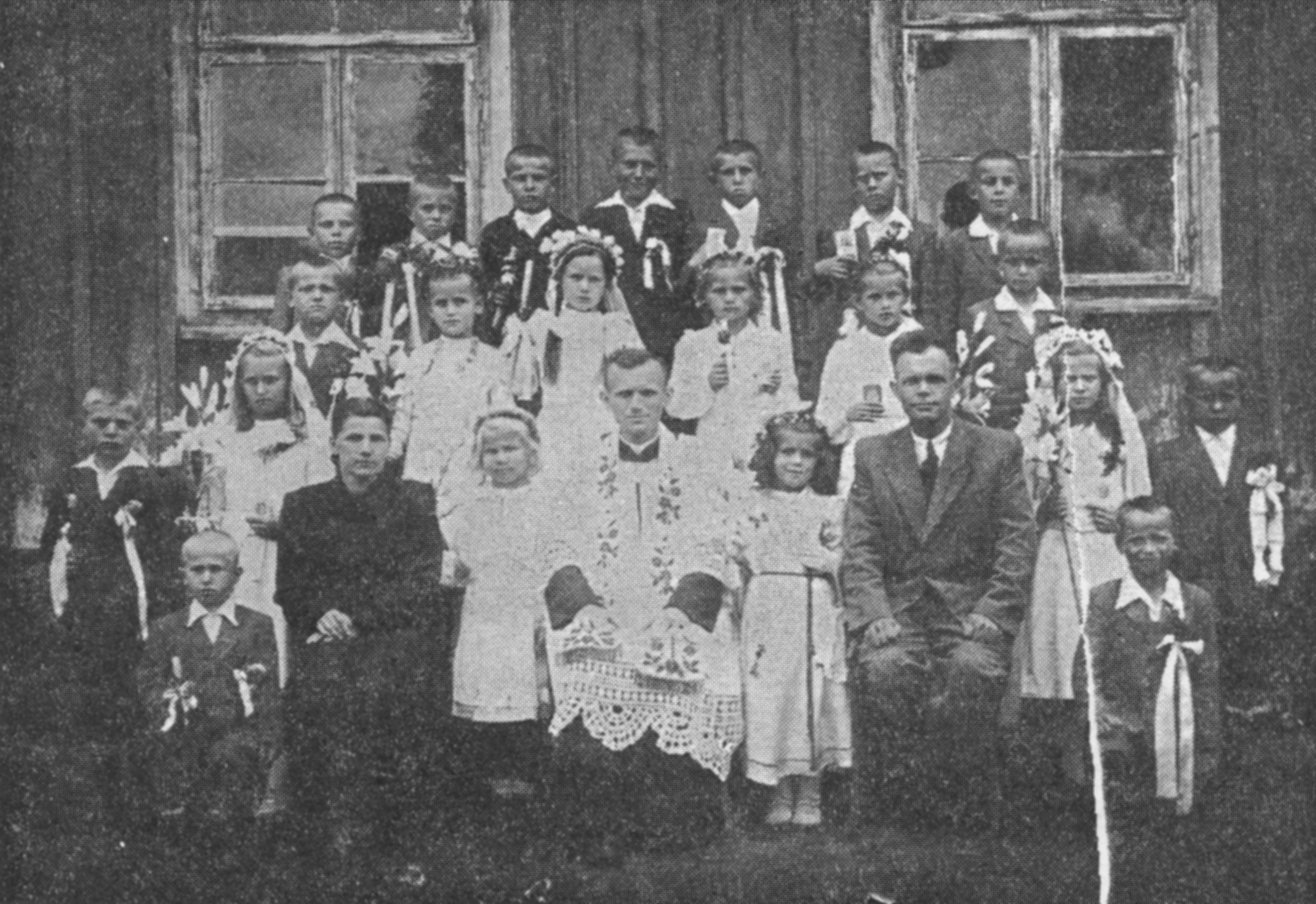
Викарий Кароль Войтыла в Неговицах.

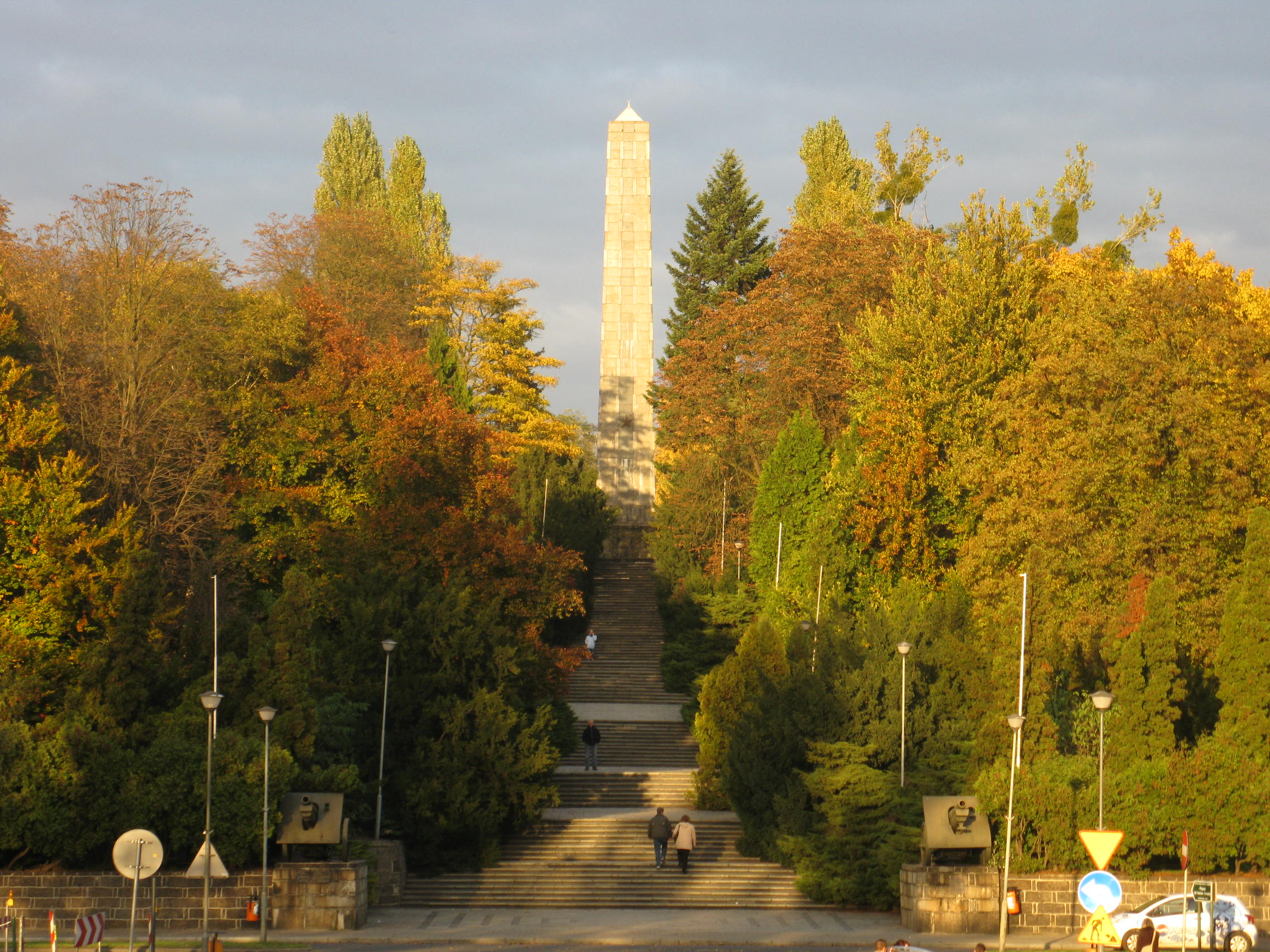
Памятник героям в Познани.

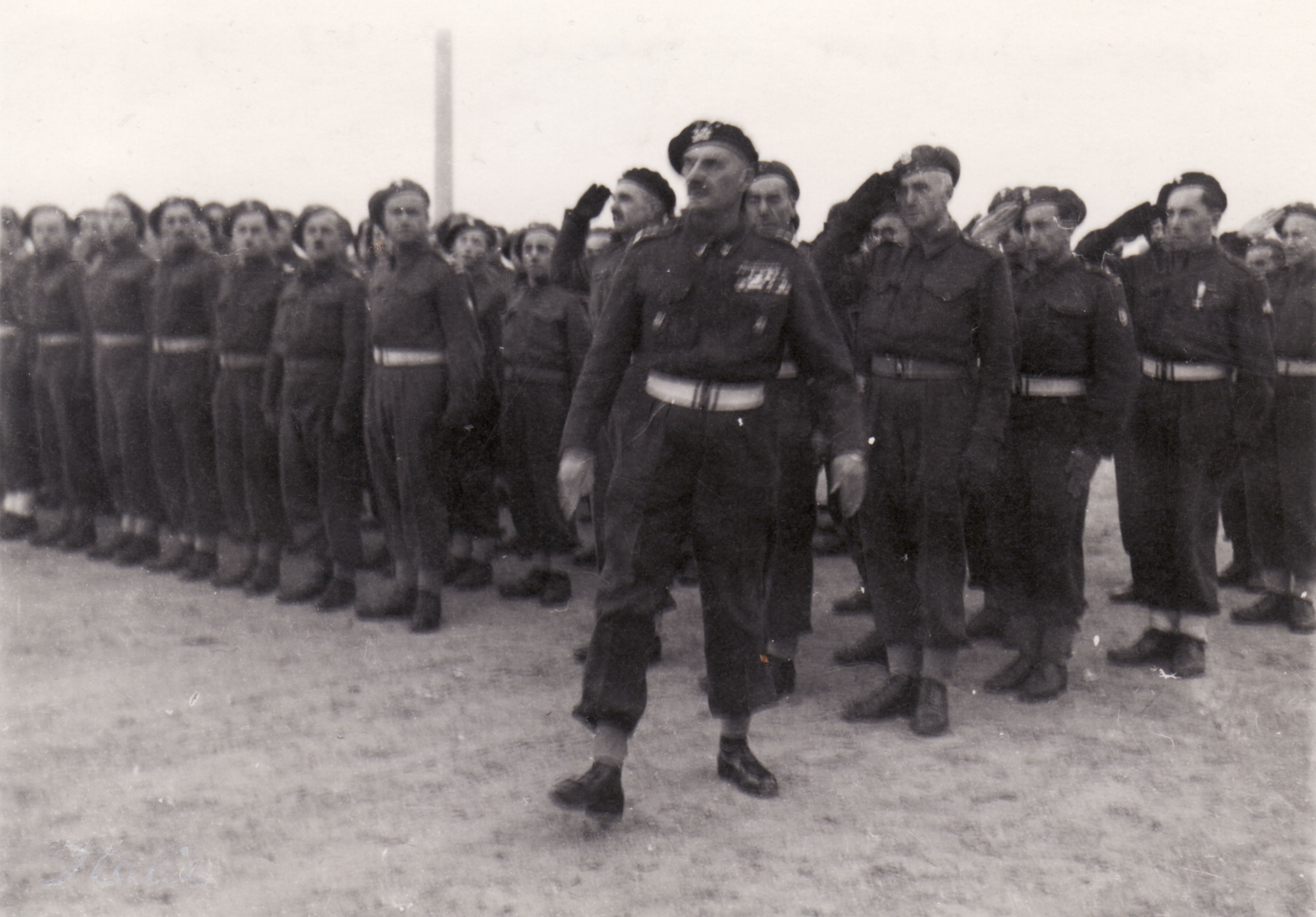
Генерал Владислав Андерс во время посещения польского училища в Казарано, Италия. 2 июня 1946.

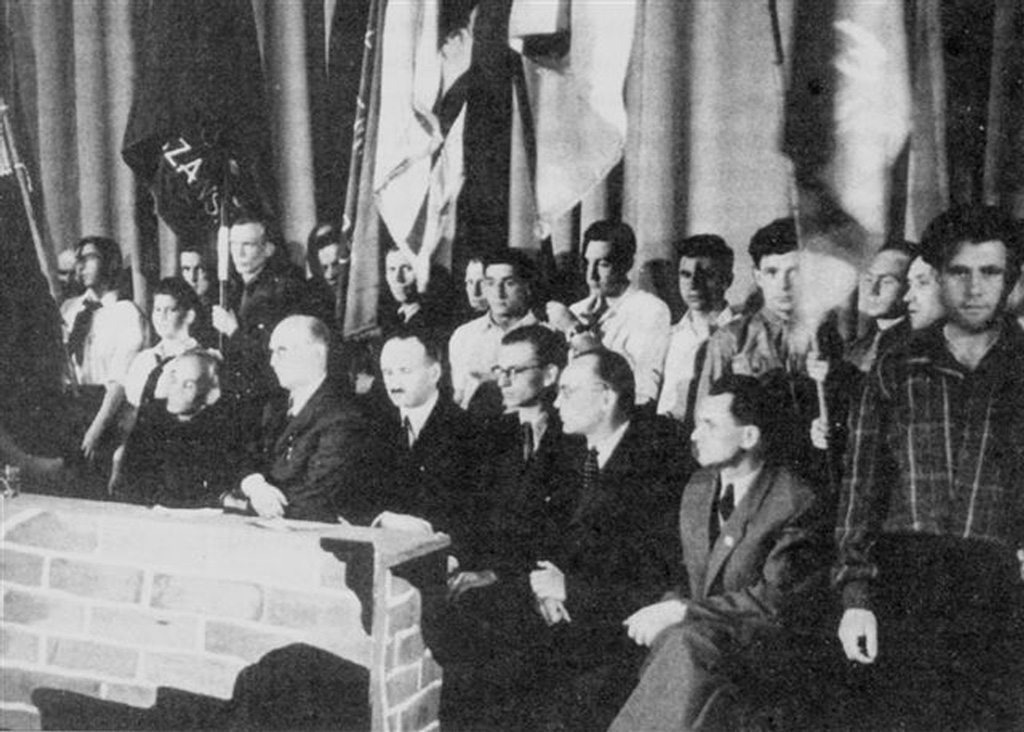
3-я годовщина восстания в варшавском гетто. Заседание Совета помощи евреям (Жегота). Апрель 1946.

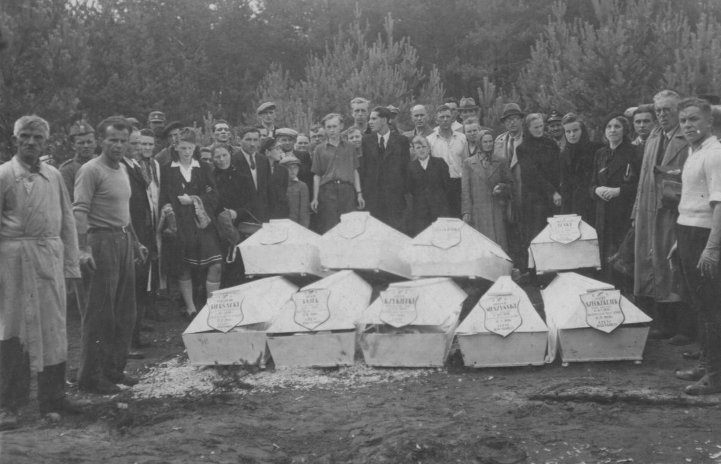
Эксгумация жертв нацистов. Аполонка, возле Ченстоховы. Июнь 1946.

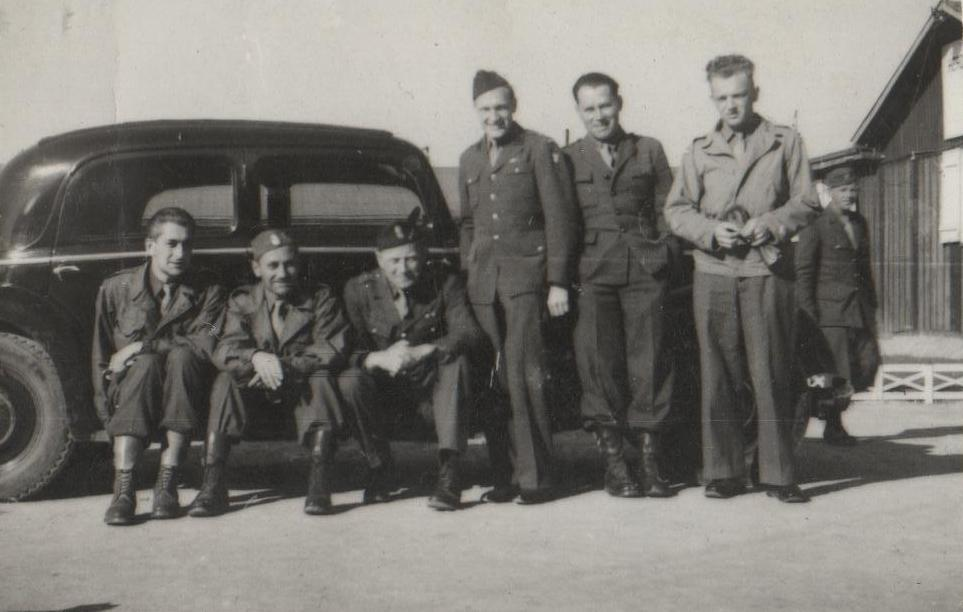
Польская охранная служба. Польская зона оккупации Германии.

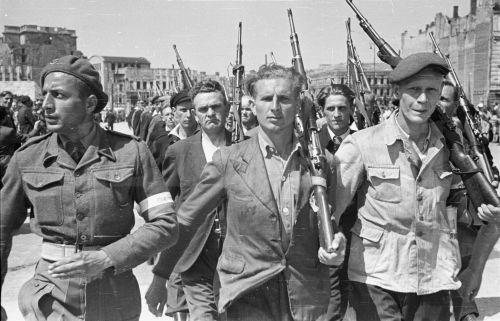
Парад добровольцев резерва гражданской милиции. Варшава, площадь Победы. 9 июня 1946.

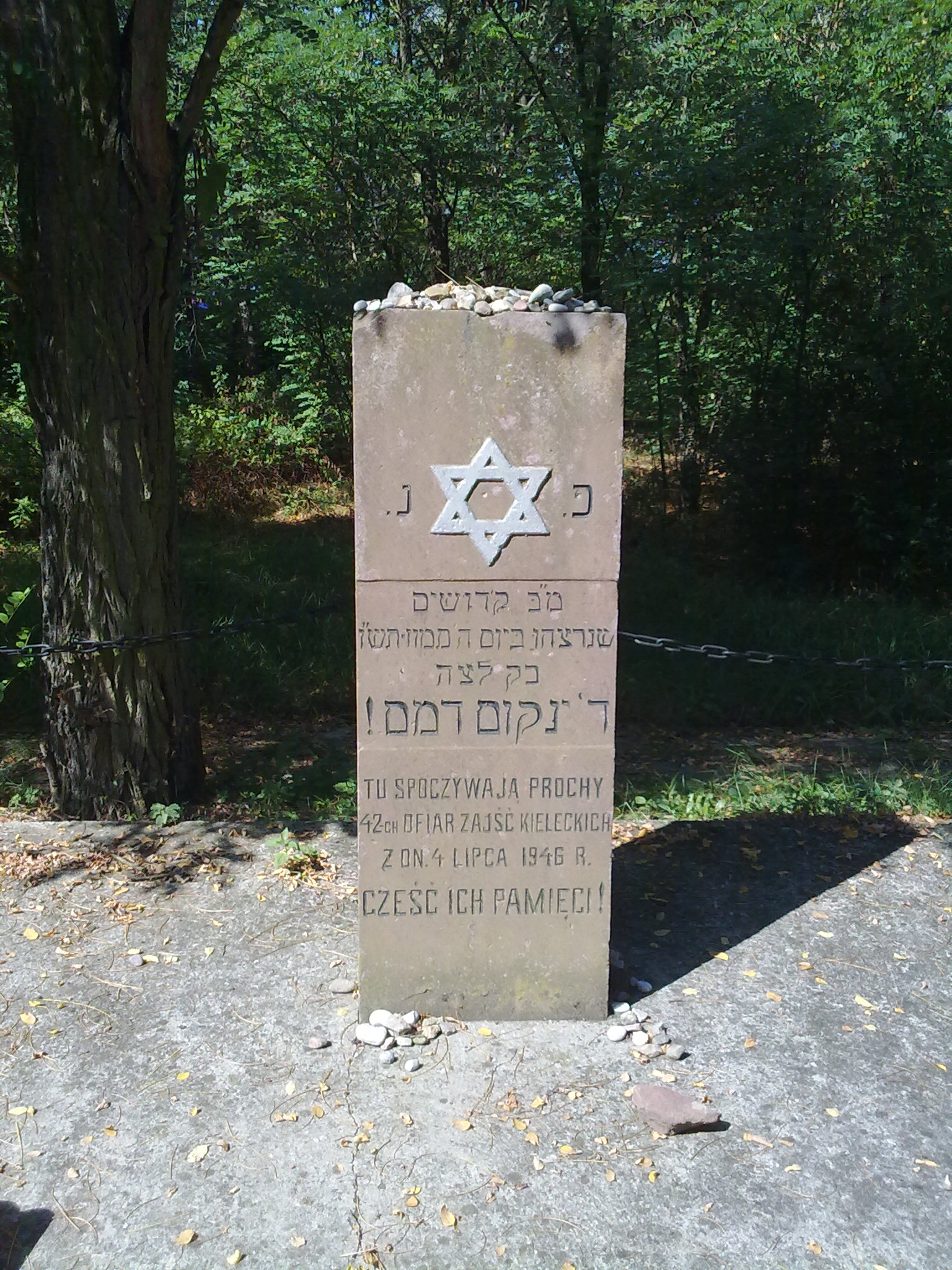
Могила жертв погрома в Кельцах.

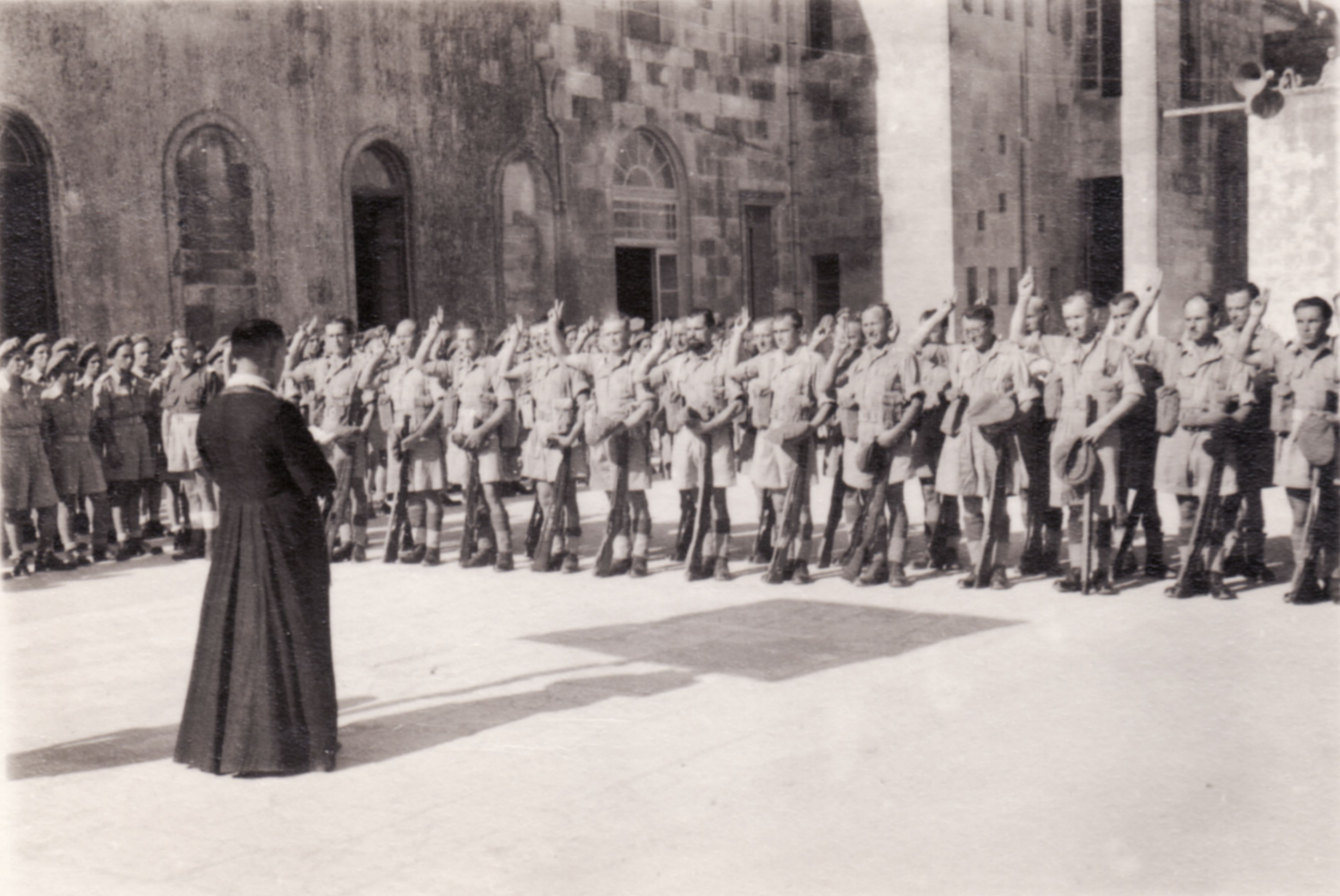
Епископ Юзеф Гавлина принимает присягу новых солдат армии Андерса. Саленто, Италия. 16 мая 1946.

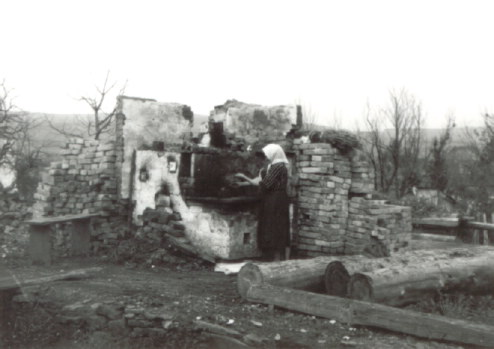
Деревня Буковско после атаки УПА.

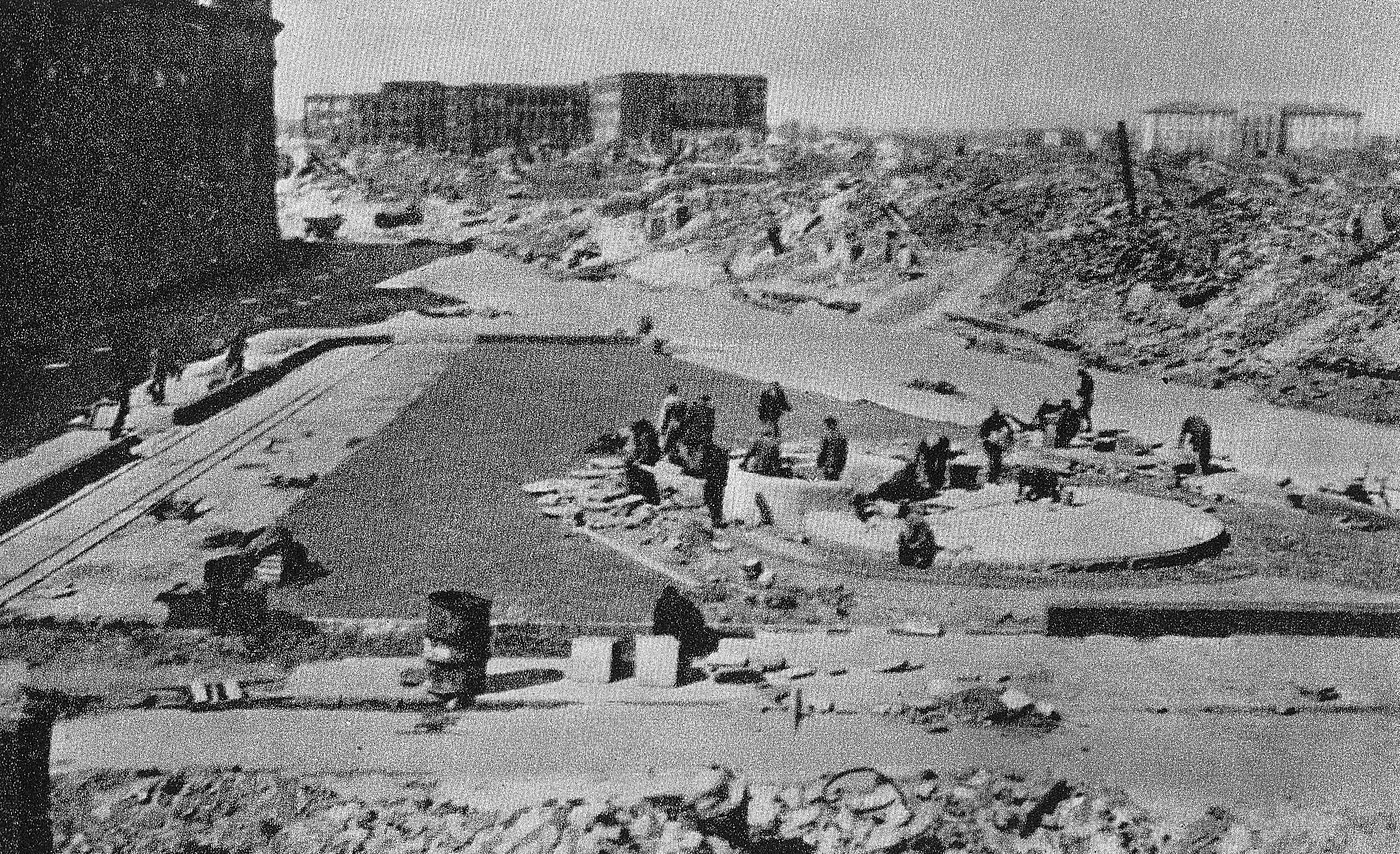
Возведение первого памятника Героям гетто. Варшава.

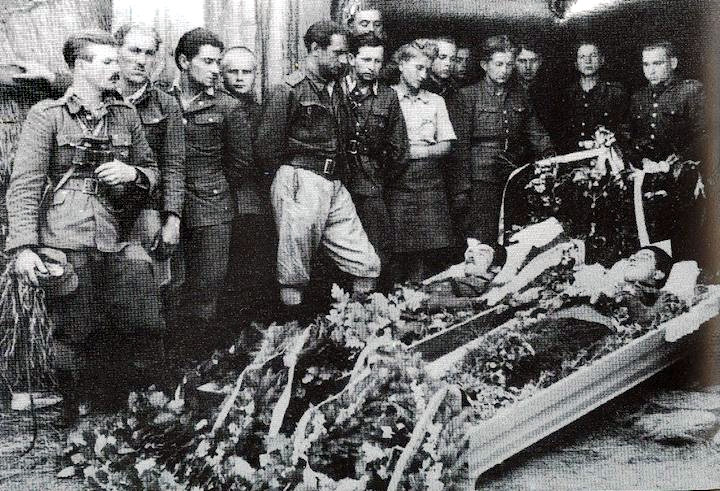
Похороны погибших партизан. Неподалёку от Люблина. 1946.

## События
Январь
- 1 января — Подразделения Народного Войска Польского атаковали отряд УПА в деревне Ляхава (ныне Подкарпатское воеводство). После отхода бандеровцев, потерявших 7 человек, солдаты расстреляли 9 жителей деревни, в том числе двух подростков, под предлогом помощи бандеровцам[1].
- 3 января — Государственный Национальный Совет принял постановление о национализации промышленности[2].
- 5 января — В Варшаве впервые открылось троллейбусное сообщение. Началось движение троллейбусов по линиям A (Трембацкая-пл. Люблинской унии) и B (Трембацкая-Лазенковская)[3].
- 5 января — Прибыл первый транспорт возвращающихся из Великобритании польских солдат[4].
- 7 января — Третья атака УПА на деревню Бирча. Подразделения УПА под командованием поручика Михайло Ганьо (посмертно — подполковник) атаковали отряд Народного Войска Польского и Гражданской милиции. Атака была отбита. Погибли (по разным данным) от 23 до 140 солдат УПА и от 9 до 70 солдат ЛВП и МО[1].
- 11 января — УПА произвела атаку на деревню Цисна. Спалено 8 хозяйств, из них 2 вместе с семьями владельцев. Погибло несколько стражников местной самообороны. Милиция и отряд самообороны смогли удержать участок милиции. Потери УПА составили 27 человек[5].
- 13 января — В Цешине национализированная фирма Zampol начала производство застёжек-молний. Фирма стала крупнейшим в стране производителем этого вида продукции. Существовала до 1995 года[6].
- 13-16 января — Проходил V съезд Крестьянской партии (люблинской)[7].
- 17 января — Вновь открылся Польский театр в Варшаве. Поставлена пьеса Юлиуша Словацкого «Лилла Венеда» (режиссёр Юлиуш Остерва)[8].
- 19-22 января — Прошёл I съезд Польской Крестьянской партии (миколайчиковской). Партия просуществовала до 1949 года, когда объединилась с Крестьянской партией (люблинской) в Объединённую крестьянскую партию[9].
- 22 января — Болеслав Берут подписал указ о создании Верховного национального трибунала для расследования немецко-фашистских преступлений и деятельности предателей польского народа. Действовал до 1948 года[10].
- 23 января — Подразделения Польской народной армии, после боестолкновения с отрядами УПА, совершило массовое убийство жителей украинского села Завадка Мороховска. Погибло по разным данным от 56 до 78 человек. 28 марта были убиты ещё 11 человек. 30 апреля украинское население деревни было выселено в СССР[11].
- 23 января — Группа из 81 офицера и подофицера под командованием командора-поручика Казимежа Меладовского, отправилась в Германию для приёма в состав польского военного флота 4 тральщиков из Кригсмарине[4].
- 29 января — Возобновил работу Музей Войска Польского в Варшаве[12].
- 29 января-2 февраля — Отряд Национального военного союза под командованием Ромуальда Райса (псевдоним Бурый) совершила массовые убийства жителей нескольких сёл Подляшья, убивая православных жителей. 29 января в деревне Залешаны (16 жителей), 31 января в деревне Пухалы Старе (30 белорусских крестьян), 1-2 февраля в деревнях Занье, Шпаки и Коньцовизна (31 мирный житель)[13][14].

Февраль
- 1 февраля — Михал Роля-Жимерский издал приказ о возобновлении деятельности в Гдыне Офицерской школы Военно-Морского Флота (сейчас Академия ВМФ)[15].
- 5 февраля — Обмен ратификационными документами и вступление в силу Советско-польского договора о государственной границе, заключённого 16 августа 1945 года. Польша официально признала в этом договоре передачу СССР Западной Украины, Западной Белоруссии и Вильнюса. Установленная договором польско-советская граница, с малыми изменениями просуществовала до 1991 года[16].
- 13 февраля — Город Руда Пабьяницка лишён городских прав в связи с присоединением к городу Лодзь[17].
- 14 февраля — На Нюрнбергском процессе представитель Советского Союза Ю. В. Покровский поднял вопрос об ответственности немцев за расстрел польских офицеров в Катыни. По предложению американской и английской сторон дело отправлено на доследование[18].
- 14 февраля — Началась организованная акция выселения немцев из Польши[19].
- 14 февраля — Первая после войны статистическая перепись населения[20].
- 14-20 февраля — Визит в Польшу Иосипа Броз Тито[21].
- 16-25 февраля — В Праге (Чехословакия) прошли польско-чехословацкие переговоры об урегулировании пограничного конфликта. Переговоры успехом не увенчались. Договор о прохождении польско-чехословацкой границы был подписан только 13 июня 1958 года[22].
- 18 февраля — Краковский архиепископ Адам Стефан Сапега становится кардиналом[23].
- 21 февраля — Создана военизированная организация Добровольный резерв гражданской милиции. Действовала до 1989 года. Активно использовалась против политической оппозиции, для подавления протестных выступлений[24].
- 22 февраля — Польская Крестьянская партия (миколайчиковская) отклонила предложение коммунистов о совместном списке на предстоящих выборах[25].
- 23 февраля — В Познанской крепости открыт Памятник героям, посвящённый солдатам Красной Армии, погибшим в боях за Познань в 1945 году[26].

Март
- 1 марта — Во время заседания синода греко-католической церкви во Львове, посвящённого 350-летию брестской унии, арестованы все члены греко-католического епископата. Арестованные позднее приговорены к ссылке и длительным срокам заключения[18]
- 5 марта — В проливе Ла-Манш, в результате столкновения с судном «Lombardy», затонул польский фрахтовый корабль «Кельце»[27].
- 8 марта — Издан декрет о национализации всех имений нацистской Германии и Вольного города Данцига на территории Польши в пользу государственной казны[18].
- 8 марта — Впервые в Польше отмечается новый праздник, Международный женский день. Отмечался до 1993 года[18].
- 8-10 марта — Собор Украинской грекокатолической церкви во Львове провозглашает ликвидацию Брестской унии 1596 года и воссоединение с Русской православной церковью.
- 10 марта — Подписан польско-советский договор о помощи в развитии военной и гражданской авиации[28].
- 14 марта — 5 шахтёров погибли в пожаре на шахте «Ян Канты» в Явожно[29].
- 15 марта — Создан Комитет согласия подпольного польского государства в составе представителей Национальной партии, Свободы и Независимости, Польской социалистической партии — Свобода, Равенство, Независимость и Партии национальной независимости[30].
- 19 марта — Вынесено 7 приговоров к высшей мере наказания на процессе деятелей люблинского отделения специальных структур Национальных вооружённых сил, так называемый, «Процесс 23». Основным пунктом обвинения было участие в резне украинского мирного населения (в основном женщин и детей) 6 июня 1945 года в деревне Верховина, когда было убито 196 человек. К смертной казне были приговорены: Роман Ярочиньский, Станислав Качмарчик, Казимеж Лущиньский, майор Зигмунт Рогуский, Владислав Улановский, майор Зигмунт Воланин, подпоручик Владислав Жвирек. Приговор приведён в исполнение 24 мая 1946 года[31].
- 19 марта — Возобновлена работа Гдыньского троллейбуса. Запущено движение на участке от депо на ул. Дердовского до городского совета[32].
- 19 марта — В Люблине убит один из двух евреев, спасшихся из лагеря смерти Белжец — Хаим Хиршманн[33].
- 31 марта — В Гдыню пришли 23 военных корабля из СССР, переданные 5 апреля в состав ВМФ Польши[4][34].

Апрель
- 1 апреля — Дынув получил городские права[35].
- 3 апреля — Первые суда польского военно-морского флота пришли в Военный порт в Свиноуйсьце[36].
- 3 апреля — Ирак отозвал признание Польского правительства в изгнании[18]
- 4 апреля — Принято постановление правительства о национализации банков.
- 4-6 апреля — Отряды УПА напали на городки Буковско и Новотанец и на деревни Нагужаны, Дудиньце, Пельня и Победно. Было сожжено 420 домов в Буковско, целиком Новотанец, Нагуржаны и Пельня. Многочисленные жертвы среди мирного населения[37].
- 13 апреля — Во время слёта молодёжи в Щецине под девизом «Держим посты над Одрой», харцеры скандирующие имя Миколайчика не дали выступить Болеславу Беруту[38].
- 15 апреля — В Варшаву возвращены найденные в Австрии экспонаты из музеев в Варшавском замке, Бельведере, Лазеньках, Библиотеки Красиньских и архива Радзивиллов[18].
- 16 апреля — В Варшаве открыт памятник героям восстания в Варшавском гетто, так называемый «Малый памятник». В 1948 году рядом с ним был возведён «Большой памятник»[39].
- 25 апреля — Установлено паромное сообщение между Гдыней и Треллеборгом (Швеция)[40].
- 27 апреля — Правительство Аргентины сообщает послу правительства Польши в изгнании Мирославу Арчишевскому о решении установить дипломатические отношения с Народной Польшей вместо отношений с лондонским польским правительством[18].
- 28 апреля — Государственный Национальный Совет принял решение о проведении народного референдума. На референдум вынесено три вопроса: 1) Согласен ли ты с ликвидацией Сената? 2) Хочешь ли ты, чтобы в будущей Конституции было установлено государственное устройство, сложившиеся после земельной реформы, с национализацией основных отраслей производства, с сохранением частной инициативы? 3) Поддерживаешь ли ты установление западных границ Польши на Балтике, Одре и Нысе Лужицкой?[41]
- 30 апреля — В Краков прибыли 26 вагонов с возвращёнными произведениями искусства, похищенными немцами во время войны. В том числе Алтарь Вита Ствоша и Кодекс Бальтазара Бехема[42].
- 30 апреля — Лужицкий национальный совет обратился с петицией к властям Польши с просьбой принять населённые лужичанами земли в состав Польши[43].

Май
- 2 мая — Подразделение Министерства общественной безопасности спалило деревню Вонвольница (Любельщина), из-за поддержки населением деревни Армии Крайовой. Погибло 3 человека. Сгорело более 100 домов[44].
- 3 мая — Партизанские отряды Национальных вооружённых сил под командованием капитана Генрика Фляме, демонстративно заняли курортный городок Висла и провели в нём парад в честь праздника Польской Конституции[45].
- 3 мая — В Кракове разогнана демонстрация в честь дня Конституции 3 мая. Несколько сот человек, главным образом студентов, арестовано[46].
- 6-11 мая — Визит делегации Народного Войска Польского во главе с вице-министром национальной обороны Петром Ярошевичем, в Белград (Югославия)[4].
- 9 мая — Во время празднования Дня победы, в дар городу Варшаве передана и торжественно открыта восстановленная Могила неизвестного солдата[4].
- 9 мая — Открыт национальный музей в замке в Пщине[47].
- 9 мая — В Гданьске, на проспекте маршала Рокоссовского (с 1956 года — проспект Победы) открыт танк-памятник в память о польских и советских солдатах, освобождавших Польшу[48].
- 13 мая — Демонстрация студентов в Познани против разгона краковской студенческой демонстрации 3 мая. Участвовали 1000—1500 студентов. 663 человека арестовано. 5 предстали перед судом[49].
- 23-26 мая — Делегация польского правительства под руководством Болеслава Берута провела в Москве (СССР) переговоры о помощи в модернизации Войска Польского[4].
- 27-28 мая — Совместная атака УПА и ВИН на Грубешов. Отряды под командованием сотника УПА Евгена Штендеры, разгромили отделения милиции, УБ и переселенческой комиссии, и повятовый комитет ППР. В атаке принимали участие 300 украинских и 150 польских партизан. Освобождено 20 узников. Убиты 9 советских солдат, 5 польских пограничников и 4 члена партии. Потери нападавших — 6 погибших и 3 раненых[50].

Июнь
- 1 июня — Совет министров Польши издал распоряжение о запрете производства деликатесных сортов колбас[18].
- 7 июня — В Гданьске с корабля сходит вернувшийся из эмиграции Юлиан Тувим[18].
- 9 июня — Торжественное открытие польского Вроцлавского университета[51].
- 13 июня — Вышел «Малый уголовный кодекс». Декрет «О общественно опасных преступлениях в период восстановления государства», вводил уголовную ответственность за членство в подпольных организациях и распространение ложных слухов[52].
- 15 июня — Официально закончено переселение львовских поляков в Польшу. Всего из Львова переселено 104 446 человек (98 865 поляков, 3349 евреев и 2232 других)[53].
- 20 июня — Польша договаривается с Литовской ССР о возврате части из 190 польских и еврейских детей, находящихся в детских домах в Вильно. Остальные дети подвергаются литуанизации[18].
- 20 июня — Установлены дипломатические отношения между ПНР и Аргентиной[18].
- 27 июня — Подразделение Министерства общественной безопасности произвело арест командующего Подпольной польской армии, капитана (посмертно бригадного генерала) Станислава Сойчиньского (псевдоним Варшица)[54].
- 28 июня — Введены изменения в административно-территориальное деление Польши. На возвращённых землях создано 3 новых воеводства — Ольштынское, Кошалинское (позднее Щецинское) и Вроцлавское. На всех новых территориях устанавливались новые польские названия населённых пунктов. Создано Познанское воеводство. Варшава и Лодзь выделены в отдельные административные единицы[55].
- 30 июня — Состоялся Народный референдум. Результаты референдума были сфальсифицированы. По опубликованным в 1946 году данным, «Да» ответили на каждый из вопросов — 68 %, 77,2 % и 91,4 %; «Нет» ответили — 32 %, 22,8 %, 8,6 %. По данным специального расследования 1988 года — «Да» ответили — 26,9 %, 42 % и 66,9 %; «Нет» ответили — 73,1 %, 58 % и 33,1 %[56][57].

Июль
- 4 июля — Антисемитский погром в городе Кельцы. Погромщиками убито от 40 до 47 евреев[58]. Погром вызвал резкое усиление эмиграции выживших в Холокосте евреев из Польши[59]. 9 погромщиков были казнены. До 2008 года считалось что погром был инспирирован советскими спецслужбами.[источник не указан 2728 дней] В 2008 году Институт национальной памяти опубликовал заключение об их непричастности к погрому[60].
- 4 июля — В Гданьске публично казнены военные преступники из числа сотрудников лагеря Штуттгоф. На казни присутствовало 150—200 тысяч человек[61].
- 5 июля — Введена превентивная цензура прессы. Создана Главная комиссия контроля за прессой[62].
- 11 июля — Антисемитская забастовка на нескольких фабриках в Лодзи, вызванная публикацией в газете «Głos Robotniczy» с осуждением погрома в Кельцах[63].
- 14 июля — I съезд Демократической партии. В период ПНР партия была союзницей ПОРП[64].
- 21 июля — Последняя публичная казнь в Польше. На территории форта Виняры в Познанской крепости, был повешен бывший гауляйтер Ватерланда, рейхсштатгальтер Артур Карл Грейзер[65][66].
- 22 июля — Войцех Ярузельский получил звание капитана[67].
- 23 июля — Пять шахтёров погибло на шахте «Людвик» в Забже[29].

Август
- 1 августа — Вышел первый номер журнала о киноискусстве «Фильм». Журнал издавался до июня 2013 года.
- 1 августа — Города Бискупец, Домбрувно и Киселице лишены городских прав (Киселице вновь получил городские права в 1986 году)[68][69]
- 10 августа — В Москве (СССР) распущен Союз польских патриотов[70].
- 10-14 августа — Докеры гданьского Нового порта объявили забастовку с требованиями улучшения условий жизни и повышения зарплаты. В районе порта введён комендантский час. Из числа членов ППР и ППС набраны штрейкбрехеры. Арестовано более тысячи забастовщиков. Осуждённые докеры получили большие тюремные сроки[71].
- 20 августа — В районе Клодзко прошёл мощный смерч, снесший дома в нескольких деревнях[72].
- 21 августа — Районный суд в Гданьске приговорил к смертной казни 18-летнюю санитарку и связную 5-й Виленской бригады Армии Крайовой, Дануту Седзиκувну. Приговор приведён в исполнение 28 августа[73].
- 27 августа — Состоявшееся в Кракове заседание Верховного национального трибунала приговорило к смертной казни одного из наиболее жестоких немецких военных преступников, коменданта концлагеря Плашув, ликвидатора гетто в Кракове и Тарнуве, гауптштурмфюрера СС, Амона Гёта. Приговор приведён в исполнение 13 сентября на территории бывшего концлагеря Плашув[74].

Сентябрь
- 1 сентября — Приказом командования ВМФ № 31, создана морская авиация[28].
- 6 сентября — Во время выступления в Штутгарте государственный секретарь США Джеймс Бирнс заявил о временном характере границы по Одре и Нысе и увязал её существование с проведением демократических выборов в Польше. Выступление вызвало протесты и демонстрации с польской стороны[75].
- 10 сентября — Нападение УПА на польско-русинские деревни Лодзина, Хломча и Витрилув. В Лодзине сожжено 62 дома, убито 9 человек. В Хломче сожжено 90 домов, два нефтехранилища и убито 3 человека, в том числе 14-летняя девочка. В Витрилуве местная самооборона частично отбила нападение, но 52 дома было сожжено и 7 человек погибло[76].
- 13 сентября — Издан декрет о лишении лиц немецкой национальности польского гражданства[77].
- 19 сентября — На Балтийском море, неподалёку от Карвии, во время шторма затонул буксир «Atlas». Погибло 11 человек[78].
- 21 сентября — Государственный Национальный Совет принял Трёхлетний план восстановления страны[79].
- 21-30 сентября — В Познани прошли первые после войны общепольские торги под названием «Одежда и Дом»[80].
- 22 сентября — Государственный Национальный Совет установил избирательную систему и принял решение о созыве Учредительного Сейма[81].
- 25 сентября — Полицкий анклав на запад от Щецина, бывший с 5 октября 1945 года под управлением временной советской администрации, передан под польскую администрацию[82].
- 26 сентября — Правительство Народной Польши лишило генерала Владислава Андерса и ещё 75 высших офицеров, польского гражданства[83]. 23 ноября 1971 года это решение было аннулировано указом Совета министров ПНР[84].
- 28 сентября — Железнодорожная катастрофа на станции Лодзь-Калиска. Скорый поезд из Вроцлава врезался в пассажирский поезд, нарушивший правила о стоянке. Два вагона пассажирского поезда были уничтожены. По разным данным погибли и умерли позже от ран от 21-23 человека, ещё около 150 было ранено, в том числе 42 тяжело[85].
- 29 сентября — Начались передачи Польского Радио Вроцлава[86].

Октябрь
- 1 октября — Железнодорожная катастрофа на станции Щецин-Туржин. На станции столкнулись два пригородных поезда. В итоге три вагона были разрушены. Погибло 7 человек и ещё 15 получили ранения[87].
- 1 октября — Полице вновь получил городские права. Город имел их в 1260—1939 годах, затем стал районом города Щецин.
- 6 октября — При Горной Академии в Кракове создан Политехнический факультет. Располагался в старых казармах австро-венгерской армии. С 1954 года Краковская Политехника[88].
- 8 октября — В честь 25-летия Силезских восстаний, декретом Государственного Совета Польской Народной Республики учреждён Знак военного отличия «Крест Силезского восстания»[89].
- 25 октября — Папа Римский дал кардиналам Августу Хлонду (Примас Польши) и Адаму Стефану Сапеге все полномочия по управлению греко-католическими епархиями, в связи с ликвидацией униатской церкви в Польше[18].

Ноябрь
- 1 ноября — В часовне Епископского дворца в Кракове, краковский архиепископ, кардинал Адам Стефан Сапега, помазал в ксёндзы выпускника краковской Высшей духовной семинарии, Кароля Юзефа Войтылу. В октябре 1978 года Войтыла стал папой римским под именем Иоанн Павел II[90].
- 2 ноября — Вышел первый номер иллюстрированного еженедельного журнала «Столица». Журнал издавался до 1989 года. В 2006 году его издание было возобновлено[91].
- 6 ноября — Венесуэла установила дипломатические отношения с Народной Польшей[18].
- 14 ноября — В Беньдковской долине открыта Пещера над истоком, являющаяся одной из сложнейших для спелеотуристов пещер Польши[92].
- 28 ноября — ППР и ППС подписали соглашение о постоянном сотрудничестве.

Декабрь
- 1 декабря — В Щецине создана Инженерная школа. В 1954 году переименована в Щецинскую Политехнику. В 2009 года, после объединения с Сельскохозяйственной академией, на их основе создан Западнопоморский технологический университет[93].
- 2 декабря — Подразделения УПА подорвали 8 железнодорожных мостов на линии Загуж-Щавне[94].
- 10 декабря — Районный военный суд в Варшаве вынес 6 приговоров к высшей мере наказания руководителям Национальных вооружённых сил.
- 14 декабря — Радиостанция командования ВМФ Польши в Гдыне начала передавать ежедневные метеосводки[95].
- 28 декабря — В выселках Щегды покончил жизнь самоубийством по причине развивающийся гангрены, капитан Армии Крайовой Юзеф Задзерский. Отряд под его командованием совершил множество нападений на украинские сёла и убил несколько сот украинцев, евреев и сотрудников органов безопасности[96].

Без определённой даты
- В Карлсфельде (Американская зона оккупации Германии) заключено соглашение с командованием 3-й американской армии о переформировании Свентокжыской бригады в охранное подразделение. Бригада в период Второй мировой войны сотрудничала с немцами и использовалась для борьбы с подразделениями Армии Людовой и советскими партизанами[18].
- Города Буковско, Новотанец и Пасым лишены городских прав. Пасым вновь получил городские права в 1997 году.
- Коста-Рика, Гондурас, Панама, Сальвадор и Гватемала установили дипломатические отношения с Народной Польшей[18].
- В течение года из Польши выехало 150 тысяч евреев. Еврейское население Польши к концу года составляло около 100 тысяч человек[18].
- февраль — Еврейский ишув в Палестине отозвал признание Польского правительства в изгнании[18].
- май — Правительство ЮАР отозвало признание Польского правительства в изгнании[18].
- июнь — Республика Гаити и Доминиканская Республика установили дипломатические отношения с Народной Польшей[18].
- июнь — Правительство Сирии отозвало признание Польского правительства в изгнании[18].
- июнь — Подразделение УПА, базирующиеся в Корманицких лесах возле Пшемысля, разбили посланные против них подразделения Народного Войска Польского, без каких либо потерь со своей стороны. В бою погибло 26 польских солдат[97].

## Художественные фильмы вышедшие на экран
По данным сайтов IMDb и Filmweb.
- Большая дорога (пол. Wielka droga, итал. La Grande strada). Чёрно-белый художественный фильм совместного польско-итальянского производства. Режиссёр — Михал Вашиньский. Автор сценария — Конрад Том. Композитор — Хенрик Варс. Операторы — Станислав Липиньский и Северин Штейнвурцель. Фильм снят Отделом культуры и прессы II польского корпуса генерала Андерса. Фильм снят частично на львовском польском языке. Длительность — 87 минут.

В главных ролях: Ядвига Анджеевская (медсестра Ядвига), Рената Богданьская-Андерс (Ирена, невеста Адама), Альбин Оссовский (Адам, жених Ирены). В фильме использованы архивные кадры для создания кинообраза Иосифа Сталина.
Фабула: Главные герои это Ирена и Адам. Они знакомятся во Львове и строят планы. Адам участвует в Сентябрьской войне и потом его вывозят в Сибирь. Вновь с Иреной он встречается во время формирования армии Андерса. Показан путь героев через Персию, Ирак, Палестину до Монтекассино, где Адама тяжело ранят и он попадает в госпиталь. В госпитале в его вещах медсестра Ядвига находит дневник, из которого и узнаёт о судьбе героев фильма.
- В крестьянские руки (пол. W chłopskie ręce). Чёрно-белый художественный фильм. Режиссёр — Леонард Бучковский. Автор сценария — Ян Бояр. Адаптация сценария — Людвик Старский. Композитор — Зыгмунт Вихлер. Оператор — Станислав Воль. Производство — Чеслав Пясковский и Анатоль Радзинович. Продюсер — Францишек Петерсиле. Звукооператор — Юзеф Копрович. Руководитель съёмок — Тадеуш Карваньский. Длительность — 29 минут.

В ролях: Тадеуш Фиевский (Юзек), Станислав Лапиньский (Витольд Патык), Ванда Лучицкая (Меллер) (Петронела Патыкова), Адам Миколаевский (Игнаций), Константы Понговский (Филип), Леон Петрашкевич (Ян Фронцек), Феликс Жуковский (Франек Крук), Казимеж Брусикевич (скрипач (в титрах не указан)), Адольф Хроницкий (милиционер (в титрах не указан)), Бронислав Дарский (в титрах не указан), Хелена Пухневская (пианистка (в титрах не указана)).
Фабула: Жители деревни готовятся к крестьянскому празднику. Тем временем в единственном в деревне кооперативном магазине ничего нет. Так произошло из-за того, что директор кооперативного магазина и его жена тайно продают ходкие товары частному торговцу. Также они хотят распределить новую партию рюмок, ловушек для мух и бюстгальтеров. Крестьяне узнали об этом и известили власти повята. Во времени празндика прибывает милиция и арестовывает директора магазина.

## Польский спорт
- Чемпионат Польши по футболу прошёл в нелиговой форме. В связи с расформированием ряда польских команд во время второй мировой войны и потерей значительного количества футболистов, к чемпионату были допущены победители региональных турниров. Победителем чемпионата стала Полония (Варшава)[110].
- Создан женский баскетбольный клуб «Спойни» (Гданьск) (затем в Гдыне). 11-кратный чемпион Польши.
- Создан футбольный клуб «Анна» (Здзешовице) (с 1965 года «Рух»)[111].
- Создан футбольный клуб «Вагмо» (Зелёна-Гура) (с 1957 года «Лехия»)[112].
- Создан баскетбольный клуб «Зелени» (Зелёна-Гура) (с 2012 года «Стелмет»). Чемпион Польши 2013 года[113].
- 25-27 января — В Кракове прошёл 11-й чемпионат Польши по хоккею. Чемпионом стала команда Краковии[114].
- 3 февраля — На трамплине Велька Крокев в Закопане прошли соревнования 21-го чемпионата Польши по прыжкам с трамплина. Чемпионом стал Станислав Марусаж[115].
- 22 марта — Создан футбольный клуб «Гурник» (Валбжих). В 1983—1989 годах клуб в течение 6 сезонов играл в Высшей лиге[116].
- 14 апреля — ККС Познань, обыграв в финале в Кракове Краковию 41:21 (18:9), стал первым послевоенным чемпионом Польши по баскетболу[117].
- 30 апреля — 4 мая — Сборная Польши по баскетболу приняла участие в финальной части IV Чемпионата Европы в Женеве (Швейцария). Сборная Польши заняла 9 место[118].
- Май — По инициативе заместителя командующего Поморским военным округом подполковника Мариана Гутакера, создан футбольный клуб «Завиша» (Кошалин). После переезда командования округа в Быдгощ, «Завиша» (Быдгощ). Обладатель Кубка Польши по футболу 2014 года[119].
- 22 июля — 11 августа — На 5-м чемпионате Польши по шахматам в Сопоте победу одержал Богдан Слива[120].
- 12 августа — 7 сентября — Шахматный турнир в Гронингене (Нидерланды). Первый крупный международный турнир по шахматам после Второй мировой войны. В турнире приняли участие бывшие польские шахматисты Мечислав Найдорф (Аргентина) и Савелий Тартаковер (Франция)[121].
- 22-25 августа — Польские спортсмены приняли участие в 3-м Чемпионате Европы по лёгкой атлетике на стадионе Бислетт в Осло (Норвегия). В метании диска среди женщин, бронзовую медаль завоевала Ядвига Вайс[122].
- 10 сентября — Создан футбольный клуб «Завиша» (Любин). С 1966 года носит название «Заглембе». Чемпион Польши в 1991 и 2007 годах[123].
- Октябрь — Создан хоккейный клуб «Полония» (Бытом). Шестикратный чемпион Польши[124].
- 3 декабря — Закончился первый послевоенный чемпионат Польши по футболу, так называемый «Чемпионат на развалинах Варшавы». Чемпионом стала варшавская Полония[110].
- 11 декабря — Основан спортивный клуб «Уния» (Освенцим). Хоккейная команда клуба 8 раз становилась чемпионом Польши[125].

## Родились
- 1 января — Ян Зонбик — спортсмен в спидвее, тренер, призёр чемпионатов Польши как спортсмен и чемпион Польши как тренер.
- 3 января — Тадеуш Кондрусевич — католический архиепископ-митрополит Минско-Могилёвский с 21 сентября 2007. В 2002—2007 возглавлял архиепархию Матери Божией с центром в Москве.
- 4 января — Марек Боровский — политик, вице-премьер и министр финансов в 1993—1994, маршал Сейма в 2001—2004, депутат Сейма, сенатор.
- 4 января — Генрик Томасик — католический епископ Радомской епархии с 16 октября 2009.
- 4 января — Ежи Скшипчик — композитор и вокалист. С 1965 участник рок-группы Czerwone gitary.
- 4 января — Даниэла Яворская — легкоатлетка, чемпионка Европы 1971 года в метании копья.
- 5 января — Януш Ласковский — композитор и исполнитель эстрадных песен.
- 5 января — Яцек Ружаньский — певец, киноактёр, театральный актёр.
- 6 января — Эулалия Ролиньская — спортсменка в пулевой стрельбе, двукратная чемпионка мира (1966) и Европы (1971), участница Олимпийских игр (1968, 1972), тренер, спортивный функционер.
- 7 января — Агнешка Душмаль — дирижёр, первая женщина-дирижёр на сцене Ла Скала.
- 9 января — Тадеуш Янченко — десятиборец, участник Олимпийских игр 1972 года.
- 10 января — Роберт Гадоха — футболист, выступал на позиции левого крайнего нападающего. Олимпийский чемпион 1972 года, бронзовый призёр чемпионата мира 1974 года.
- 11 января — Рышард Познаковский — музыкант и композитор, член бит-группы «Трубадуры».
- 12 января — Рышард Шурковский — велогонщик, двукратный серебряный призёр Олимпийских игр, четырёхкратный победитель велогонки Мира, трёхкратный чемпион мира среди любителей, тренер. Депутат Сейма.
- 13 января — Богдан Трохановский — виолончелист и композитор, солист филармоний Варшавы, Маракайбо и Каракаса. С 1977 года жил в Венесуэле. Умер в 2009 году.
- 13 января — Эдмунд Клих — полковник-пилот, глава Государственной комиссии по расследованию авиационных происшествий в 2006—2012.
- 18 января — Ян Литиньский — политик, диссидент, депутат Сейма.
- 18 января — Хелена Лучиво — журналист, диссидент, одна из основателей газеты «Gazeta Wyborcza», лауреат международных журналистских премий.
- 23 января — Михал Кляйбер — учёный в области механики и информатики, министр науки в 2001—2005 годах, президент Польской Академии Наук с 2007 года.
- 30 января — Анджей Космаля — музыкальный менеджер, автор песен, журналист и импресарио.
- 31 января — Казимеж Гайда — политик, депутат Сейма.
- 7 февраля — Кшиштоф Маховский — актёр, сотрудник Радио Свободная Европа. С 1981 года живёт в Германии.
- 8 февраля — Богдан Дервих — инженер, политик, депутат Сейма.
- 10 февраля — Кристина Лыбацкая — доктор математических наук, депутат Сейма, министр образования и спорта в 2001—2004 годах, депутат Европарламента.
- 10 февраля — Мирослав Савицкий — учитель физики, министр образования в 2004—2005 годах. Умер в 2016 году.
- 13 февраля — Збигнев Попек — контр-адмирал, командующий службой логистики ВМФ в 1998—2003 годах.
- 14 февраля — Пётр Качковский — журналист, ведущий музыкальных программ на Польском радио.
- 14 февраля — Кшиштоф Гордон — театральный и киноактёр, режиссёр.
- 17 февраля — Мацей Энглерт — театральный режиссёр; актёр театра, кино и телевидения; директор театров.
- 18 февраля — Надзея Артымович — белорусскоязычная поэтесса, переводчик белорусской литературы.
- 25 февраля — Станислав Пёсик — учитель, депутат Сейма.
- 25 февраля — Славомир Ковалевский — певец, гитарист и композитор, один из основателей бит-группы «Трубадуры».
- 26 февраля — Роман Якубчак — футболист, выступавший на позиции полузащитника, позже — футбольный тренер. В составе сборной Польши становился бронзовым призёром чемпионата мира 1974 года.
- 28 февраля — Лешек Шаруга — поэт, переводчик, историк литературы и литературный критик, сотрудник польского отдела Радио «Свободная Европа».
- 1 марта — Мария Олексы — политолог, общественный деятель, глава Польского Красного Креста в 2003—2004 годах. Жена Юзефа Олексы.
- 4 марта — Рышарда Рурка — легкоатлетка, чемпионка Польши.
- 5 марта — Адам Таньский — политик и экономист, министр сельского хозяйства в 1991 и 2003 годах.
- 6 марта — Збигнев Бельский — театральный и кино актёр. Умер в 1998 году.
- 14 марта — Зигмунт Анчёк — футболист, выступал на позиции левого защитника. Олимпийский чемпион 1972 года.
- 14 марта — Нина Терентьева-Красько — журналистка, директор TVP2 в 1998—2006, директор телевизионных программ Polsat.
- 17 марта — Ева Покас — актриса, писатель.
- 18 марта — Владислав Дынак — филолог, исследователь фольклора, историк литературы, профессор.
- 19 марта — Мирослав Хандке — профессор-химик, министр образования в 1997—2000 годах.
- 20 марта — Чеслав Пёнтас — генерал, в 2000—2006 начальник Генерального штаба Войска Польского.
- 20 марта — Катажина Халасиньская-Мацукова — учёный-физик, профессор, ректор Варшавского университета в 2005—2012.
- 20 марта — Юзеф Бурневич — график, карикатурист, создатель комиксов, журналист, сатирик, писатель, сценарист кинофильмов и кабаре, композитор.
- 23 марта — Яцек Микула — пианист и композитор. С 1981 года живёт в Германии.
- 26 марта — Моника Немчик — актриса театра, кино, телевидения и кабаре.
- 29 марта — Пётр Мюльднер-Нецковский — писатель, врач, лингвист.
- 30 марта — Барбара Гыла-Маковская — учитель физики и математики, депутат Сейма.
- 31 марта — Эльжбета Яворович — тележурналистка.
- 3 апреля — Ханна Сухоцкая — политик, юрист, профессор права, премьер-министр в 1992—1993 годах, министр юстиции и генеральный прокурор в 1997—2000, посол при Святом престоле и Мальтийском ордене в 2001—2013, депутат Сейма. Дама ордена Белого Орла.
- 4 апреля — Галина Выродек — актриса, певица, звезда кабаре. Умерла в 2008 году.
- 6 апреля — Веслав Тейсс — педагог, учёный в области общественного образования, профессор.
- 16 апреля — Мацей Войтышко — театральный и кино режиссёр, писатель, автор комиксов и мультфильмов.
- 18 апреля — Ежи Плачкевич — историк танго, коллекционер, журналист и издатель.
- 19 апреля — Барбара Лабуда — политик, диссидентка, депутат Сейма, посол в Люксембурге в 2005—2010.
- 25 апреля — Анджей Северин — актёр и кинорежиссёр.
- 25 апреля — Барбара Маршалек — театральная и кино актриса.
- 29 апреля — Александр Вольщан — астроном, член Польской академии наук.
- 30 апреля — Анна Баньковская — политик, депутат Сейма.
- 5 мая — Гражина Мажец — киноактриса.
- 10 мая — Пётр Палечный — пианист, лауреат международных конкурсов.
- 12 мая — Даниэль Либескинд — американский, немецкий и израильский архитектор-деконструктивист. Родился в Лодзи.
- 14 мая — Генрик Солкевич — вице-адмирал, подводник, начальник штаба ВМФ.
- 21 мая — Анджей Миколайчак — клавишник и композитор.
- 24 мая — Ирена Шевиньская — легкоатлетка, трёхкратная олимпийская чемпионка и пятикратная чемпионка Европы, включена в Международный еврейский спортивный зал славы.
- 24 мая — Мариан Нога — экономист, профессор, сенатор.
- 25 мая — Ян Паёнк — инженер, уфолог, собиратель фольклора. С 1982 года в эмиграции в Новой Зеландии, Малайзии и Южной Корее.
- 27 мая — Збигнев Яремко — саксофонист, кларнетист, композитор театральной и кино музыки.
- 6 июня — Збигнев Сейферт — родившийся в Кракове американский джазовый скрипач. Умер в 1976 году.
- 7 июня — Войцех Ламентович — юрист, политик, дипломат, депутат Сейма, посол в Грецию и на Кипр.
- 7 июня — Ян Мёдек — лингвист, профессор, член ПАН, член Совета польского языка.
- 7 июня — Антоний Ходоровский — график, карикатурист, автор книжных иллюстраций, фотограф, лауреат премий и конкурсов. Умер в 1999 году.
- 8 июня — Пётр Фрончевский — театральный и киноактёр, певец и сатирик. Лауреат кино премий.
- 22 июня — Юзеф Олексы — политик, экономист, премьер-министр в 1995—1996 годах, Министр внутренних дел в 2004, Маршал Сейма в 1993—1995 и 2004—2005, депутат Сейма. Умер в 2015 году.
- 23 июня — Ежи Гралек — актёр театра, кино и телевидения.
- 24 июня — Михал Войткевич — геодезист, депутат Сейма.
- 26 июня — Кшиштоф Павловский — учёный-физик, сенатор.
- 27 июня — Пётр Скуха — католический епископ, вспомогательный епископ епархии Кельце и вспомогательный епископ епархии Сосновеца.
- 28 июня — Богдан Олевич — автор текстов песен, журналист.
- 2 июля — Ян Тихонович — писатель, историк, ранее деятель литовской польской общины, депутат Верховного Совета СССР.
- 2 июля — Збигнев Керниковский — католический прелат, епископ Легницы, профессор теологии.
- 2 июля — Павел Кемдзерский — режиссёр документальных фильмов, лауреат премии министра культуры.
- 3 июля — Лешек Миллер — политик, премьер-министр в 2001—2004 годах, министр внутренних дел в 1997, министр труда в 1993—1996, депутат Сейма.
- 3 июля — Чеслав Рышка — журналист, католический писатель, публицист, политик, депутат Сейма, сенатор.
- 8 июля — Ян Шварц — учитель физкультуры, депутат Сейма.
- 10 июля — Хенрик Касперчак — футболист, тренер, бронзовый призёр чемпионата мира 1974 года, серебряный призёр Олимпийских игр 1976 года.
- 11 июля — Михал Тарковский — актёр, сценарист и режиссёр.
- 12 июля — Мария Гаецкая-Божек — врач, политик, депутат Сейма.
- 19 июля — Гжегож Вожный — политик, депутат Сейма, сенатор.
- 19 июля — Тереза Ковальская — профессор химии, член редколлегии ряда научных журналов, переводчик английской и немецкой литературы, польский хайдзин.
- 21 июля — Збигнев Качмарек — штангист, призёр Олимпийских игр 1972, многократный чемпион и призёр мира и Европы.
- 25 июля — Ян Вернер — легкоатлет, призёр Олимпийских игр 1976, многократный чемпион и призёр Европы. Умер в 2014.
- 27 июля — Ян Шурмей — актёр, режиссёр, хореограф, специалист по польской еврейской культуре, главный режиссёр варшавского Еврейского театра.
- 7 августа — Януш Крук — музыкант, композитор и вокалист. Участник поп-группы «2 плюс 1». Умер в 1992 году.
- 8 августа — Дариуш Росати — экономист, политик, министр иностранных дел в 1995—1997, депутат Сейма, депутат Европарламента.
- 11 августа — Януш Рахонь — профессор химии, сенатор.
- 17 августа — Еугениуш Привезенцев — театральный и кино актёр, режиссёр, сценарист, драматург. Умер в 2005 году.
- 18 августа — Ирена Яроцкая — эстрадная певица. Умерла в 2012 году.
- 22 августа — Станислав Сыревич — композитор кино и эстрады, театральный режиссёр.
- 6 сентября — Яцек Зелиньский — вокалист, трубач, скрипач и композитор.
- 7 сентября — Ежи Лукашевич — кинорежиссёр, сценарист и оператор.
- 7 сентября — Ольгерд Лукашевич — актёр театра, кино и дубляжа.
- 7 сентября — Ежи Стемпень — юрист, сенатор, председатель Конституционного трибунала.
- 7 сентября — Ежи Сальваровский — дирижёр и композитор, руководитель симфонического оркестра Белостокской оперы.
- 8 сентября — Кшиштоф Кравчик — композитор, музыкант, гитарист, певец, лидер бит-группы «Трубадуры».
- 8 сентября — Збигнев Зажицкий — волейболист, чемпион Олимпийских игр и мира, тренер.
- 9 сентября — Александр Доба — путешественник, каякист, первый человек, в одиночку переплывший Атлантический океан на каяке.
- 18 сентября — Циля Даган — израильская певица. Родилась в Дзержонюве. Умерла в 2004 году.
- 20 сентября — Юлиан Корнхаузер — поэт, прозаик, литературный критик, переводчик с сербского и хорватского языков.
- 22 сентября — Изабелла Сераковская — учительница русского языка, филолог, депутат Сейма.
- 24 сентября — Януш Стейнхофф — политик, министр экономики в 1997—2001, депутат Сейма.
- 25 сентября — Анджей Собчак — автор и исполнитель песен в кабаре, фельетонист, автор сказок. Умер в 2011 году.
- 26 сентября — Барбара Торуньчик — публицист, эссеист, историк литературы, диссидентка в период ПНР.
- 26 сентября — Мария Шабловская — журналистка, филолог-ориенталист, арабист.
- 1 октября — Ева Клобуковская — легкоатлетка, Олимпийская чемпионка 1964, чемпионка Европы.
- 1 октября — Анна Боярская — писательница, эссеистка, сценаристка фильмов. Живёт в Париже.
- 3 октября — Анджей Зимняк — писатель-фантаст, химик.
- 3 октября — Ханан Ювель — израильский певец и композитор польского происхождения.
- 13 октября — Мирослав Краевский — профессор, историк, политолог, депутат Сейма.
- 17 октября — Адам Михник — общественный деятель, диссидент, журналист, один из наиболее активных представителей политической оппозиции 1968—1989 годов. Главный редактор «Газеты Выбо́рчей». Кавалер ордена Белого Орла.
- 21 октября — Марек Древновский — пианист и дирижёр, профессор Музыкальной академии в Лодзи.
- 24 октября — Владислав Стемпень — маркшейдер, депутат Сейма.
- 30 октября — Мариан Квятковский — крестьянин, фермер, депутат Сейма, сенатор.
- 31 октября — Войцех Каминьский — пианист, органист и композитор.
- 4 ноября — Марек Левандовский — актёр.
- 13 ноября — Станислав Баранчак — поэт, эссеист, переводчик с английского, немецкого, русского языков.
- 17 ноября — Веслав Рудковский — боксёр, призёр Олимпийских игр 1972, чемпион Европы.
- 19 ноября — Зенон Чеховский — велосипедист, участник Олимпийских игр, капитан сборной Польши.
- 21 ноября — Анджей Козловский — геолог, профессор, член Польской академии наук.
- 24 ноября — Барбара Коляго — музыкант, композитор, журналист, пресс-секретарь международного капитула Ордена Улыбки.
- 28 ноября — Нахман Шай — израильский журналист и политик польского происхождения, депутат Кнессета.
- 2 декабря — Иоанна Собеская — театральная и кино актриса.
- 3 декабря — Анна Бернат — поэтесса, автор текстов песен, автор либретто опер и оперетт.
- 5 декабря — Тадеуш Славек — поэт, эссеист, литературовед, профессор, переводчик с английского. Бывший ректор Силезского университета.
- 5 декабря — Миколай Грабовский — театральный и кино актёр, режиссёр и педагог.
- 9 декабря — Роман Бартоще — крестьянин, диссидент, депутат Сейма.
- 11 декабря — Марек Яцковский — рок-музыкант, гитарист и композитор. Жил в Италии. Умер в 2013 году.
- 11 декабря — Михал Глобиш — футбольный тренер, чемпион Чемпионата Европы (до 18 лет) 2001 года.
- 13 декабря — Александр Хлопек — учитель польского языка и литературы, депутат Сейма.
- 22 декабря — Менахем Пери — израильский диктор и радиожурналист. Родился в Польше.
- 26 декабря — Станислав Яловецкий — политик, депутат Европарламента.
- 27 декабря — Мацей Паровский — писатель, критик и редактор в области научной фантастики.

## Умерли
- 1 января — Тадеуш Беньковский — пехотный капитан Войска Польского, герой польско-советской войны. Родился в 1897.
- 2 января — Фабиан Абрантович — экзарх неоуниатской церкви, апостольский администратор Маньчжурии в 1928—1939. Умер в тюрьме в Москве. Родился в 1884.
- 5 января — Ежи Госьцицкий — экономист, политик, депутат Государственной думы IV созыва, депутат Сейма, министр сельского хозяйства в 1923 году. Родился в 1879.
- 7 января — Станислав Кутшеба — историк права, профессор, ректор Ягеллонского университета, депутат Государственного Национального Совета, президент Академии знаний. Родился в 1876.
- 7 января — Адам Дидур — оперный певец, организатор Бытомской оперы. Родился в 1874.
- 12 января — Михал Шишко-Домбек — офицер Армии Людовой, командир подразделений АЛ на Чернякове во время Варшавского восстания, , депутат Государственного Национального Совета. Родился в 1912.
- 12 января — Эмиль Апфельбаум — терапевт и кардиолог, один из организаторов Научно-исследовательского общества в Варшавском гетто. Родился в 1895.
- 16 января — Эмануэль Хохенауер де Шарленц — бригадный генерал Войска Польского, полковник австро-венгерской армии, командир XII пехотной бригады во время советско-польской войны, герой войны. Родился в 1863.
- 16 января — Леон Мархлевский — химик, ректор Ягеллонского университета, сенатор. Родился в 1869.
- 18 января — Феликс Нововейский — композитор, органист-виртуоз, педагог, музыкальный и общественно-политический деятель. Родился в 1877.
- 29 января — Болеслава Мария Лямент — блаженная Римско-католической церкви, монахиня, основательница монашеской конгрегации «Сёстры миссионерки Святого Семейства». Родилась в 1862.
- 2 февраля — Эдвард Блерик — генеральный викарий Гнезненского архиепископства, апостольский протонотарий. Родился в 1895.
- 7 февраля — Эрвин Бреннейсен — подпоручик Армии Крайовой, командир участка Иерусалимские аллеи-площадь Трёх Крестов во время Варшавского восстания. Родился в 1896.
- 12 февраля — Теодор Спичаков — ихтиолог, русского происхождения, профессор Петровской сельскохозяйственной академии, Дерптского университета и Ягеллонского университета. Родился в 1879.
- 13 февраля — Станислав Бжезина — полковник-пилот Войска Польского и полковник Royal Air Force, начальник штаба Польских ВВС в Великобритании. Погиб в авиакатастрофе. Родился в 1904.
- 17 февраля — Ян Стапиньский — публицист, журналист, депутат парламента Австро-Венгрии, депутат Сейма. Родился в 1867.
- 17 февраля — Пётр Фёдорович Олейник — деятель украинского националистического движения в годы Второй мировой войны и Украинской повстанческой армии, командир военного округа «УПА-Юг». Погиб в бою. Родился в 1909.
- 28 февраля — Юзеф Оппенгейм — альпинист, проводник, горный спасатель, многолетний директор Татранского добровольного общества скорой горной помощи. Родился в 1887.
- 6 марта — Роман Кнолль — политик и дипломат, посол в РСФСР, Турции, Италии и Германии. Родился в 1888.
- 9 марта — Феликс Бартчук — подпоручик Январского восстания и Армии Крайовой. Последний оставшийся в живых участник восстания. Родился в 1846.
- 11 марта — Кароль Коссок — футболист, лучший бомбардир чемпионата Польши 1930, игрок сборной Польши, солдат вермахта. Умер в лагере для военнопленных немецких солдат. Родился в 1907.
- 26 марта — Матеуш Томашевич Мантерис — крестьянин, политик, депутат Государственной думы I созыва от Келецкой губернии. Родился в 1872.
- 27 марта — Станислав Калиновский — профессор физики, учёный, депутат Сейма, сенатор. Родился в 1873.
- 27 марта — Чеслав Сконечный — театральный и кино актёр. Родился в 1894.
- 30 марта — Ян Кароль Лесяк — футболист, игрок сборной Польши. Погиб в автокатастрофе. Родился в 1913.
- 30 марта — Роман Мартини — прокурор, известный по послевоенным процессам против антикоммунистического подполья. Убит в результате покушения. Родился в 1909.
- 31 марта — Феликс Анджеевский — ремесленник, депутат Сейма, участник Армии Крайовой и ВиН. Умер в заключении. Родился в 1889.
- 9 апреля — Бронислав Косковский — фармацевт, профессор Варшавского университета, организатор подпольного медицинского образования. Родился в 1863.
- 12 апреля — Мариан Зындрам-Косцялковский — государственный деятель, премьер-министр Польши в октябре 1935 — мае 1936 года, воевода Белостокского воеводства, президент Варшавы в марте — июне 1934 года, министр внутренних дел в 1934—1935, министр труда и социального обеспечения (1936—1939). Родился в 1892.
- 15 апреля — Моше Авигдор Амиэль — польский, голландский и израильский раввин, общественный деятель, идеолог сионизма, главный раввин Тель-Авива, Антверпена и Свенцян. Родился в 1882.
- 5 мая — Станислав Качор Батовский — художник-баталист. Родился в 1866.
- 6 мая — Казимеж Букраба — пинский епископ. С 1939 года в изгнании (Львов, Варшава, Лодзь). Родился в 1885.
- 6 мая — Валерий Марыаньский — инженер, бригадный генерал, участник Олимпийских игр. Родился в 1875.
- 8 мая — Леопольд Цегак — бригадный генерал Войска Польского, начальник департамента артиллерии Министерства национальной обороны в 1934—1938. Родился в 1889.
- 12 мая — Леопольд Соха — рабочий львовской канализации, Праведник народов мира, главный герой фильма «Во мраке». Родился в 1909.
- 16 мая — Виталий Байрак — блаженный Украинской грекокатолической церкви, священник, монах, мученик. Умер в заключении. Родился в 1907.
- 18 мая — Фёдор Иванович Раевский — советский офицер, подполковник Народного Войска Польского. Высший по рангу советский офицер убитый польским подпольем. Родился в 1916.
- 18 мая — Михал Фрайдберг — купец, филантроп, финансово обеспечивал деятельность Януша Корчака, основатель госпиталя в Варшавском гетто. Родился в 1887.
- 23 мая — Юзеф Чаки — врач, хирург, общественный деятель, коллекционер ботанических и минералогических коллекций. С 1905 года в эмиграции (Харбин, Япония, США, Бразилия). Родился в 1857.
- 27 мая — Ян Барыльский — журналист и литератор. Родился в 1890.
- 30 мая — Зигмунт Цибиховский — юрист, профессор, судья Постоянной палаты третейского суда в Гааге. Родился в 1879.
- 6 июня — Герхарт Гауптман — немецкий драматург. Лауреат Нобелевской премии по литературе за 1912 год. С 1901 года жил и умер в Агнешкове (район Еленя-Гуры). Родился в 1862.
- 8 июня — Анджей Косиньский — военный врач Российской императорской армии, Войска Польского и Армии Крайовой. Кавалер ордена Святого Георгия IV степени за мужество. Умер в лагере НКВД в Рязане. Родился в 1890.
- 10 июня — Феликс Иваньский — боксёр, трёхкратный чемпион Польши, признан лучшим польским боксёром чемпионатов 1920-х. Погиб в пожаре. Родился в 1905.
- 16 июня — Иосиф Фельдман — историк, специалист по польской истории XIX века, профессор Ягеллонского университета. Родился в 1899.
- 21 июня — Ян Кемпиньский — поручик Армии Крайовой, за участие в борьбе с немцами и коммунистами награждён 7 орденами (в том числе 2 Virtuti Militari). Казнён. Родился в 1921.
- 24 июня — Мариан Бернацяк — майор Армии Крайовой, командир Люблинского округа ВиН. Погиб в бою. Родился в 1917.
- 28 июня — Здзислав Бадоха — командир кавалерийских подразделений Виленского округа Армии Крайовой. Погиб в бою. Родился в 1923.
- 1 июля — Князь Августин Юзеф Чарторыйский — аристократ, 2-й ординат в Сеняве. Родился в 1907.
- 2 июля — Казимеж Казимерчак — инженер, организатор авиационной промышленности Польши. Родился в 1880.
- 3 июля — Зигмунт Фельчак — публицист, участник Варшавского восстания, депутат Государственного Национального Совета, поморский вице-воевода. Родился в 1903.
- 5 июля — Люциан Гижиньский — капитан Армии Крайовой, командир участка Замковая площадь-Театральная площадь, затем Маршалковская улица-Иерусалимские аллеи-Новый Свят во время Варшавского восстания. Умер от ран в Рамле (Палестина). Родился в 1909.
- 8 июля — Юзеф Мехоффер — художник, график, витражист, один из крупнейших деятелей движения Молодая Польша. Родился в 1869.
- 12 июля — Тереза Янина Кероциньская — кармелитская монахиня, праведник народов мира, Venerabilis Dei servus. Родилась в 1885.
- 14 июля — Томаш Стефан Козловский — фермер, крестьянин, депутат Сейма, участник Армии Крайовой. Погиб, спасая тонущего ребёнка. Родился в 1895.
- 16 июля — Януш Витвицкий — львовский архитектор. Погиб при ограблении. Родился в 1903.
- 18 июля — Альфред Внуковский — подполковник УБ. Высший по рангу офицер УБ, убитый Армией Крайовой. Погиб в засаде. Родился в 1920.
- 26 июля — Моррис Хиршфельд — американский художник польского происхождения. Родился в Польше в 1872.
- 3 августа — Игнаций Матушевский — политик, журналист, дипломат, министр финансов, глава польской разведки, посол в Венгрии. Родился в 1891.
- 8 августа — Евлогий (Георгиевский) — епископ Русской православной церкви; митрополит; епископ Холмской и Люблинской епархии; член II и III Государственной думы от Люблинской и Седлецкой губерний. Родился в 1868.
- 9 августа — Роман Гурецкий — государственный, общественный и военный деятель, генерал бригады Войска Польского, президент Банка Народного хозяйства, министр промышленности и торговли Польской Республики (1935—1936), президент национальной футбольной лиги, морской и речной лиги (1929—1930). Родился в 1889.
- 16 августа — Теодор Баллабан — бригадный генерал, известный окулист. Родился в 1866.
- 24 августа — Владислав Гаргуль — фотограф, изобретатель, фото-художник. Родился в 1883.
- 26 августа — Юлия Кратовская — борец за независимость, педагог, сенатор. Родилась в 1870.
- 28 августа — Данута Седзиκувна — медицинская сестра в Армии крайовой, приговорённая к смерти за участие в борьбе против советских и коммунистических властей ПНР. Расстреляна. Родилась в 1928.
- 29 августа — Стефан Новачек — подпоручик, комендант Варшавского округа НСЗ. Расстрелян. Родился в 1919.
- 30 августа — Хенрик Сухарский — военный деятель, майор, командир обороны Вестерплатте. Родился в 1898.
- 3 сентября — Мориц Розенталь — австрийский и американский пианист. Родился в 1862 во Львове.
- 3 сентября — Мечислав Малецкий — лингвист, славист, профессор Ягеллонского университета. Родился в 1903.
- 7 сентября — Францишек Фласиньский — ксёндз, каноник прихода в Либёнже, убитый сотрудниками УБ прямо в костёле. Родился в 1888.
- 8 сентября — Ян Око — филолог, профессор, один из создателей виленской филологической школы и создатель лодзинской школы классической филологии. Родился в 1875.
- 12 сентября — Влодзимеж Ян Наленч — художник, литератор, гравёр. Родился в 1865.
- 18 сентября — Иван Макух — юрист, министр общественных работ и министр внутренних дел ЗУНР, сенатор. Родился в 1872.
- 26 сентября — Владислав Корнилович — католический священник, Venerabilis Dei servus. Родился в 1884.
- 2 октября — Игнаций Мосцицкий — государственный деятель, Президент Польши (1926—1939) и учёный-химик, изобретатель, один из создателей химической промышленности Польши. Кавалер ордена Белого Орла. Родился в 1867.
- 5 октября — Виктор Манц — цирковой артист, создатель первого послевоенного цирка в Польше. Родился в 1883.
- 8 октября — Адам Музык — видный деятель КПП и ППР в Силезии. Родился в 1899.
- 10 октября — Адам Тарновский — австро-венгерский дипломат, посол в Болгарии и США, кандидат в премьер-министры Польши. Родился в 1866.
- 16 октября — Адам Францишек Яжвецкий — художник и иллюстратор. Родился в 1900.
- 17 октября — Роберт Каргер — немецкий поэт, главный представитель культуры на глацком диалекте. Родился в 1874 в Вышках.
- 21 октября — Виктория Фехтер — педагог, участница АК, глава Главного совета опеки (помощь польским и советским пленным в Генерал-губернаторстве), арестована НКВД и заключена в тюрьму в Сталиногорске. Самоубийство. Родилась в 1904.
- 22 октября — Станислав Ясюкович — политик, депутат Сейма, министр Делегатуры, осуждён на Процессе шестнадцати. Умер в тюрьме. Родился в 1882.
- 27 октября — Тадеуш Осько — солдат антикоммунистического подполья, внедрённый в УБ. Его история стала основой фильма «Полковник Квятковский». Казнён. Родился в 1913.
- 28 октября — Мария Изабелла Вилуцкая-Ковальская — епископ и архиепископ Мариавитской церкви в Польше. Святая мариавитской церкви. Родилась в 1890.
- 29 октября — Павел Гулька-Ласковский — писатель, публицист, общественный и религиозный деятель. Родился в 1881.
- 30 октября — Сильвестр Дыбчиньский — педагог, сенатор. Родился в 1878.
- 1 ноября — Симха Натан — актёр, известный своими ролями в польских фильмах на языке идиш. Родился в 1892.
- 4 ноября — Рюдигер фон дер Гольц — уроженец Сулехува, немецкий генерал, организатор вооружённых сил Латвии (1919) и обороны Латвии от большевиков. Родился в 1865.
- 5 ноября — Зыгмунт Стоёвский — американский пианист, композитор и музыкальный педагог. Родился в 1869. С 1905 года в США.
- 6 ноября — Ян Канты Гумовский — художник, график, иллюстратор. Родился в 1883.
- 7 ноября — Юлиан Новак — политический и государственный деятель, премьер-министр (1922 год), ректор Ягеллонского университета (1921—1922). Родился в 1865.
- 8 ноября — Виктор Гавроньский — инженер-железнодорожник, генерал-майор Русской императорской армии, генерал-хорунжий Армии Украинской Державы, дивизионный генерал Войска Польского, командующий железнодорожными войсками Войска Польского. Родился в 1863.
- 13 ноября — Александр Андреевич Луцкий — видный деятель движения украинских националистов ОУН, один из организаторов и военачальников Украинской повстанческой армии, Украинской Народной Самообороны и УПА-Запад, первый командир Украинской Народной Самообороны (июль-декабрь 1943), УПА-Запад (декабрь 1943 — январь 1944), УПА-Запад-Карпаты (август-сентябрь 1944). Расстрелян. Родился в 1910.
- 19 ноября — Адольф Каменобродзкий — один из виднейших львовских архитекторов. Родился в 1871.
- 25 ноября — Юлиуш Драпелла — бригадный генерал, командир отдельной оперативной группы. Родился в 1886.
- 29 ноября — Бронислав Романович Антилевский — советский военный лётчик польского происхождения, Герой Советского Союза (1940), лишённый званий и наград за участие в Власовском движении во время Великой Отечественной войны. Расстрелян. Родился в 1916.
- 1 декабря — Владислав Геллер — инженер, один из пионеров польской радиотехники, организатор Польского радио. Родился в 1890.
- 2 декабря — Станислав Эдвард Гродзкий — бригадный генерал Войска Польского, Армии Крайовой и Народного Войска Польского, начальник штаба армии «Модлин», командир Западного округа АК, командир дивизий ЛВП. Родился в 1895.
- 5 декабря — Людвик Эминович — поэт и переводчик, член движения Молодая Польша. Родился в 1880.
- 24 декабря — Леопольд Окулицкий — бригадный генерал, последний комендант Армии Крайовой. Умер в заключении. Кавалер ордена Белого Орла (посмертно). Родился в 1898.
- 24 декабря — Миколай Коланковский — полковник Войска Польского, глава отдела сапёрных войск. Родился в 1884.
- 28 декабря — Герхард Щурек — командир Силезского округа Подпольной польской армии. Казнён. Родился в 1912.
- 28 декабря — Юзеф Задзерский — капитан Армии Крайовой. Отряд под его командованием совершил множество нападений на украинские сёла и убил несколько сот украинцев, евреев и сотрудников органов безопасности. Самоубийство. Родился в 1923[96].
- 28 декабря — Эли Надельман — скульптор и художник, деятель Парижской школы. Родился в 1882.

Нет точной даты
- январь — Блюма Вайн — бывшая узница Аушвица, убитая националистическими подпольщиками. Её похороны вылились в сионистскую демонстрацию с первым открытым исполнением песни «Надежда». Родилась в 1925.
- Георг Берлит — организатор и многолетний директор (более 40 лет) курорта Поляница-Здруй. Родился в 1878.
- Владислав Божевич — капитан Войска Польского, автор Польского кодекса чести. Родился в 1886.
- Иван Гелда — деятель белорусского национально — освободительного и коллаборационистского движений. Один из руководителей Белорусской партии независимости[бел.] и Белорусского батальона «Дальвитц». Казнён в Белостоке. Родился в Белостоке в 1897.
- Витольд Маковецкий — детский писатель, автор ряда произведений, включённых в программу начальной школы. Родился в 1903.
- Станислав Мацудзиньский — видный львовский архитектор, общественный деятель. Родился в 1873.
- Ядвига Мошиньская-Гельтман — советская польскоязычная поэтесса, общественный деятель, педагог. Репрессирована, умерла в лагере. Родилась в 1886.
- Юлиан Сас-Кульчицкий — полковник, начальник жандармерии Польши в 1929—1939. Родился в 1887.
- Генрик Тенненбаум — профессор экономики, польский эксперт на Парижской мирной конференции. Родился в 1881.
- Ежи Ферек-Блешиньский — бригадный генерал, начальник II отдела генерального штаба в 1926 и отдела пехоты ГенШтаба, вице-министр религий и образования. Родился в 1888.